# 天文學

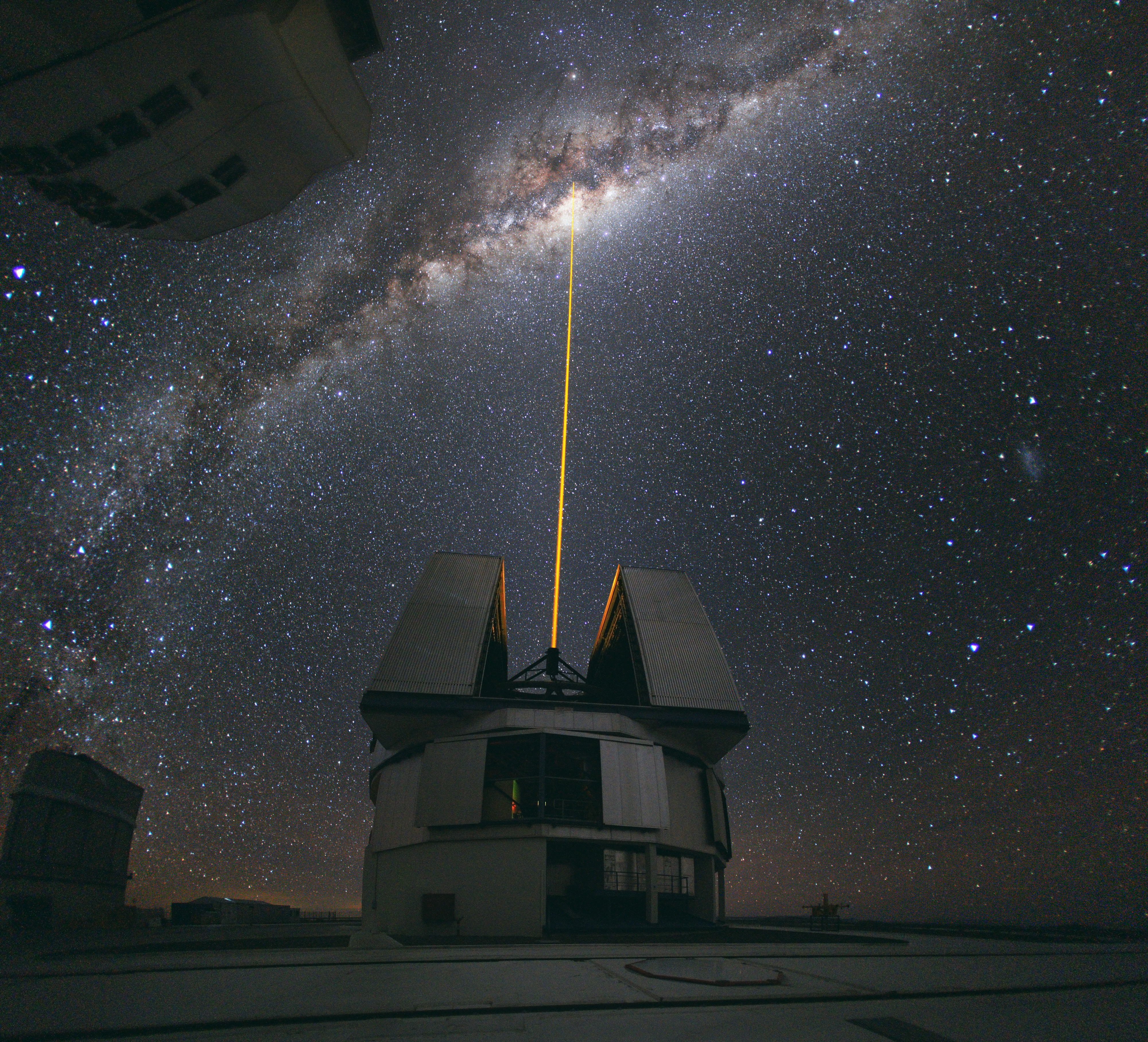
歐洲南方天文台的帕拉納天文台向銀河中心發射的雷射導引星。

天文學是一門研究天體和發生在宇宙中各種現象的自然科學。它使用數學、物理和化學來解釋它們整體的起源和演化。天文學研究的對象包括行星、衛星、恆星、星雲、星團、星系、流星體、小行星和彗星等等。相關現象包括超新星爆炸、伽瑪射線暴、類星體、耀變體、脈衝星和宇宙微波背景輻射。更通俗地說，天文學研究起源於地球大氣層之外的一切事物。宇宙學是天文學中研究整個宇宙的一個分支。
天文學是最古老的自然科學之一。在早期文明有記載的歷史中，有對夜空進行了有條不紊的觀測。這些包括巴比倫、希臘、印度、中國、瑪雅和許多古代的美洲原住民，以及埃及天文學。在過去，天文學包括各種各樣的學科，如天體測量學、天文航海、觀測天文學和曆法的製作。
專業天文學分為觀測和理論兩個分支。觀測天文學的重點是從對天體的觀測中獲取數據，然後利用物理學的基本原理對這些數據進行分析。理論天文學的方向是發展電腦或分析模型來描述天體和天文現象。這兩個領域相輔相成：理論天文學試圖解釋觀測結果，觀測被用來證實理論的結果。
天文學是為數不多，讓業餘愛好者能積極參與的科學之一。對於瞬變事件的發現和觀測尤其如此。業餘天文學家的參與幫助了許多重要的發現，例如發現新的彗星。

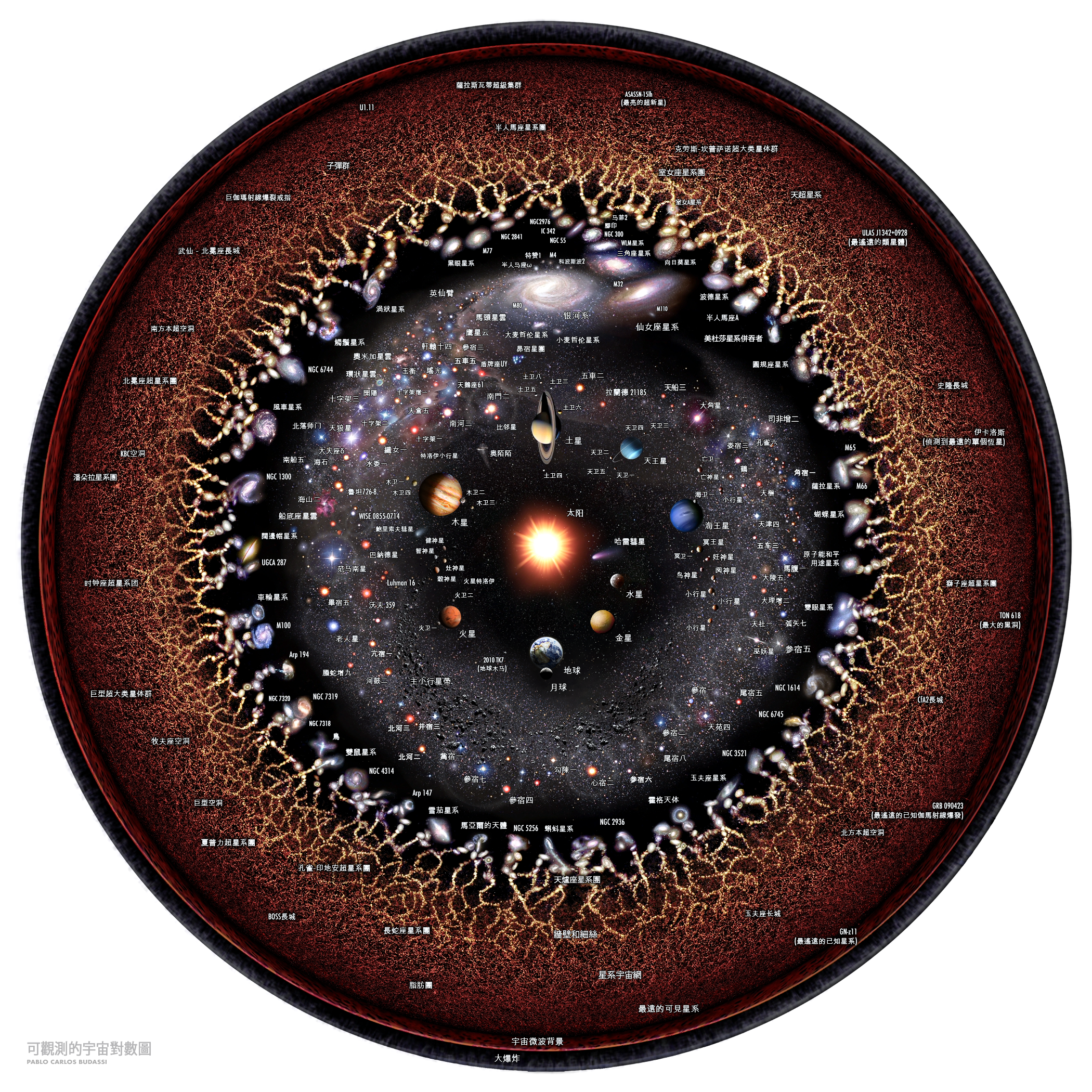
可觀察宇宙的對數表示。 著名的天文物體用中文標記

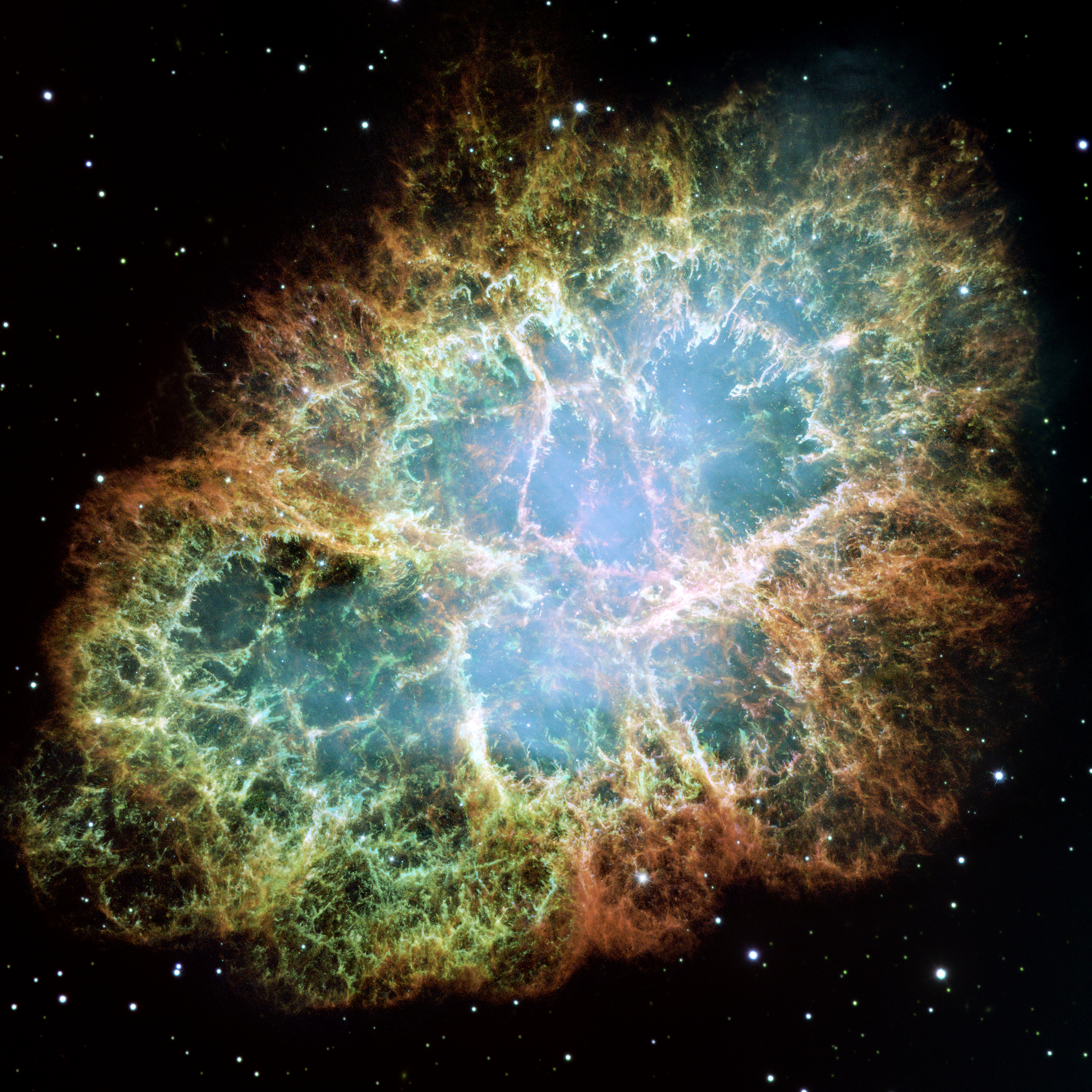
由哈伯太空望遠鏡拍攝的一個巨大超新星殘骸：馬賽克組成的蟹狀星雲

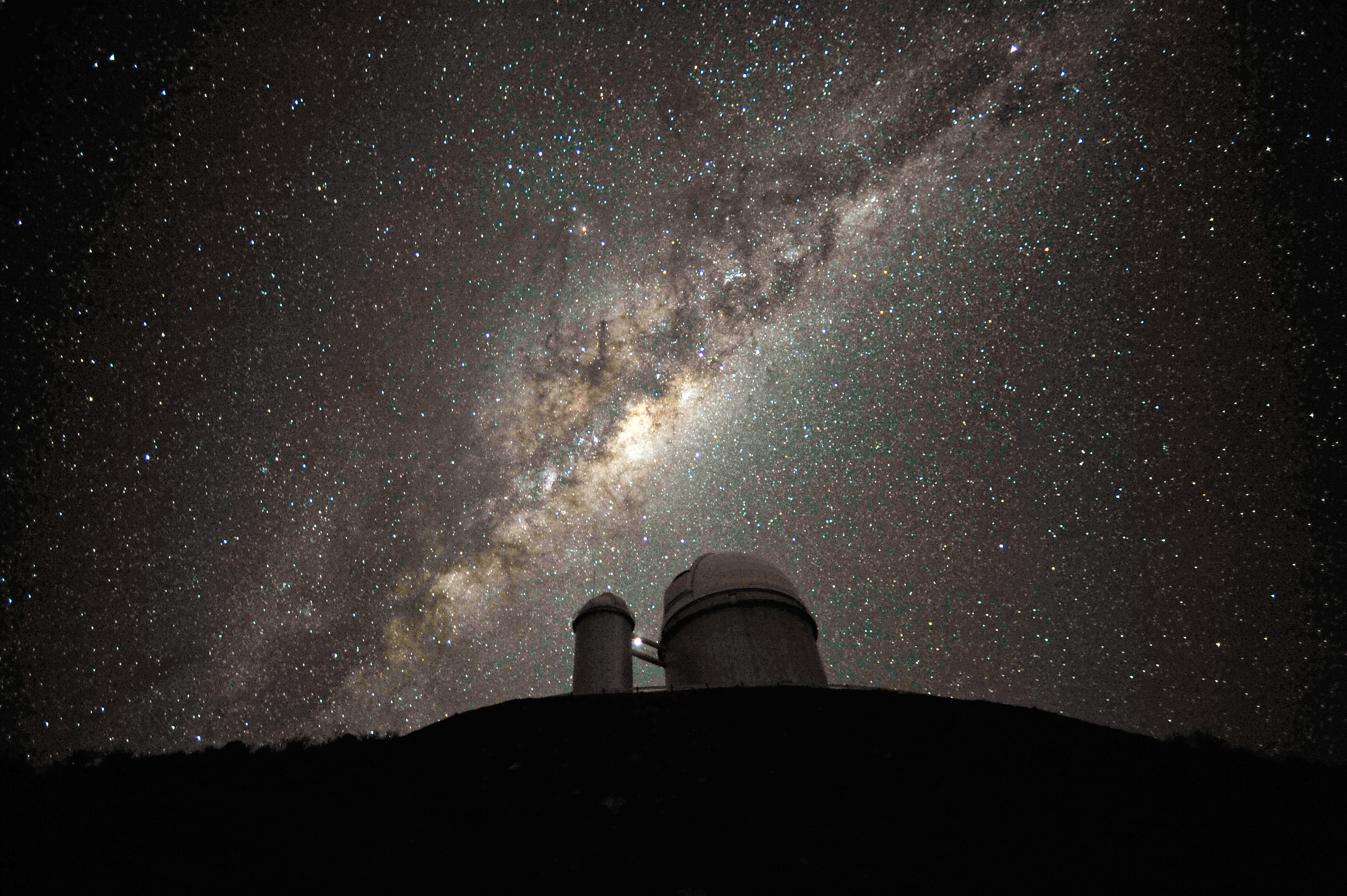
從拉西拉天文台看到銀河

## 語源

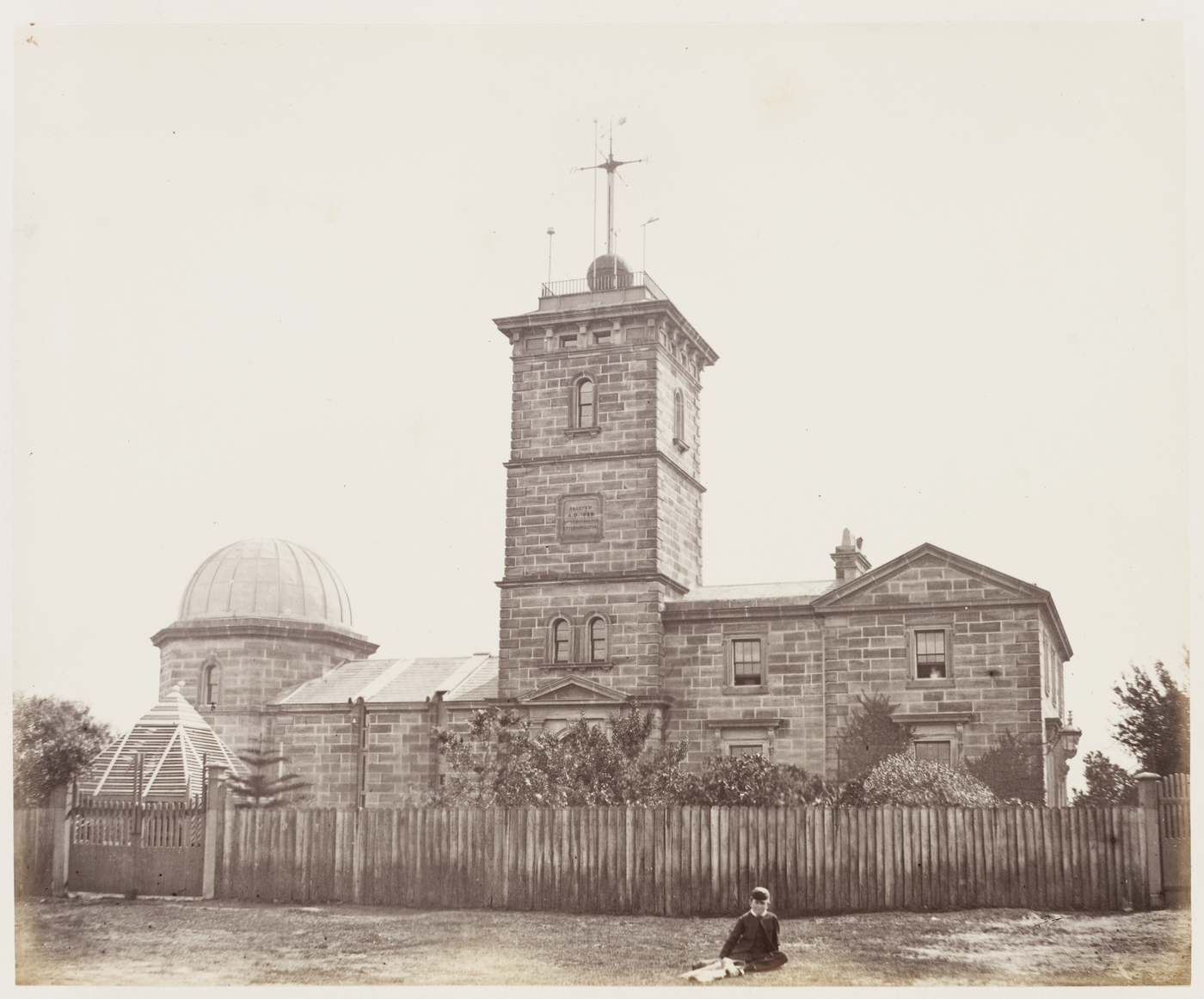
1873年建成的澳大利亞新南威爾斯天文台。

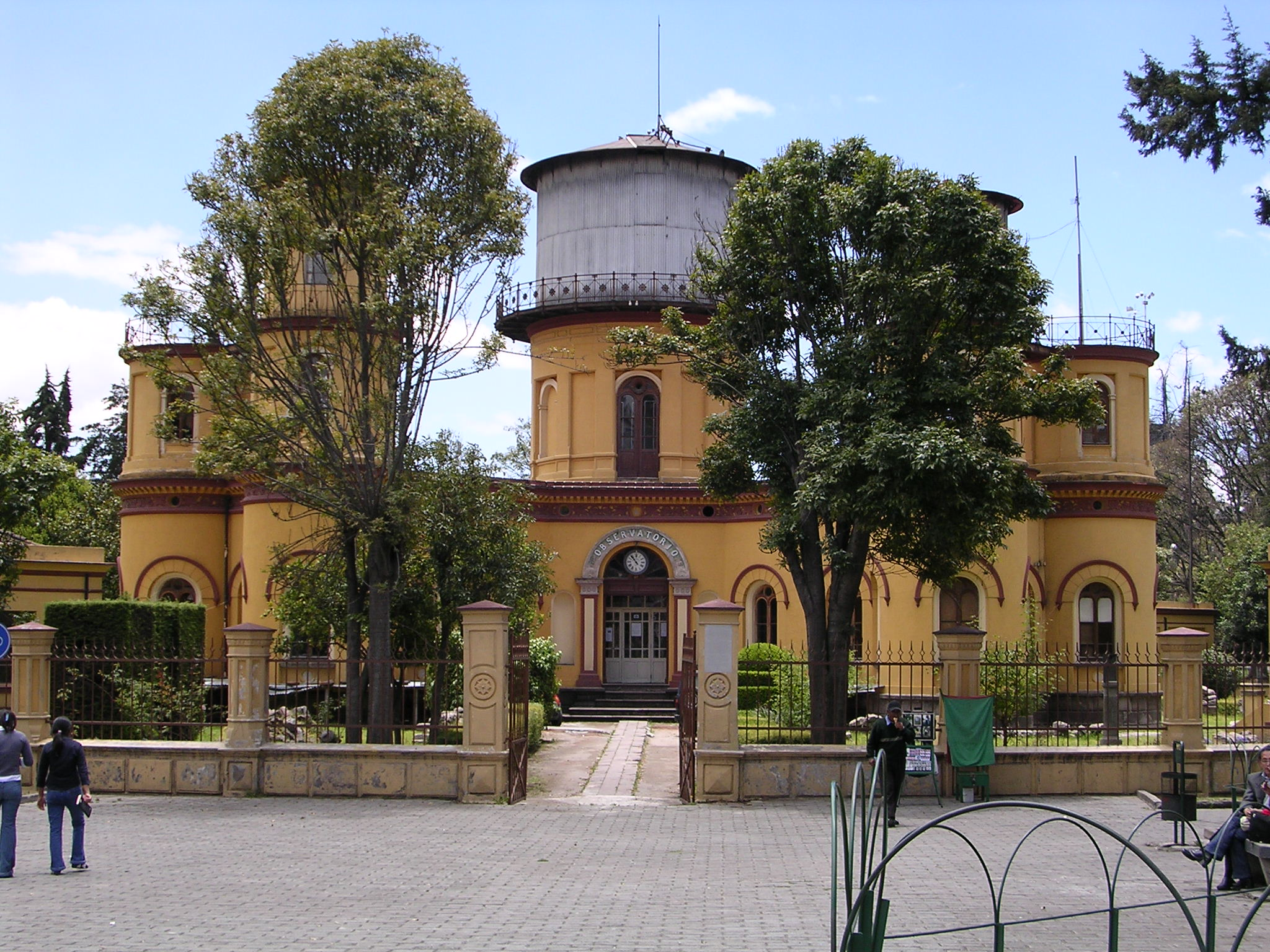
19世紀時位於厄瓜多基多的基多天文台，位置在赤道以南12'處。

漢語中「天文」一詞最早出現於《易傳》。《易經·賁卦·彖辭》：「剛柔交錯，天文也；文明以止，人文也。觀乎天文，以察時變；觀乎人文，以化成天下。」「文」是指一切現象或形相，「天文」就是指自然現象。
天文學的英文單詞「astronomy」來自希腊語「ἀστρονομία」（羅馬化：astronomia），後者由「ἄστρον」（羅馬化：astron，意為「恆星」）和後綴「-νομία」（羅馬化：-nomia，意為「⋯⋯之法則」）所組成。
天文學不應與占星術混淆，後者是一種聲稱人類事務與天體位置相關的信仰體系。雖然這兩個領域有著共同的起源，但它們現在完全不同了。

### 術語「天文學」和「天體物理學」的使用
「天文學」和「天體物理學」是同義詞。根據嚴格的字典定義，「天文學」是指「研究地球大氣層外的物體和物質及其物理和化學性質」，而「天體物理學」是指天文學的一個分支，處理「天體和現象的行為、物理性質和動力學過程」。在某些情况下，如徐遐生的介紹性教科書《物理學宇宙》中所述，「天文學」可用於描述該學科的定性研究，而「天體物理學」則用於描述該科目面向物理學的版本。然而，由於大多數現代天文學的研究都涉及與物理學相關的學科，因此現代天文學實際上可以被稱為天體物理學。有些領域，如天體測量學，純粹是天文學，而不是天體物理學。科學家對這一主題進行研究的各個部門可能會使用「天文學」和「天體物理學」，部分取決於該部門在歷史上是否隸屬於物理部門，而且許多專業的天文學家擁有物理學學位，而不是天文學學位。 該領域領先的科學期刊的一些標題包括《天文期刊》、《天文物理期刊》和《天文與天體物理學報》。

## 歷史

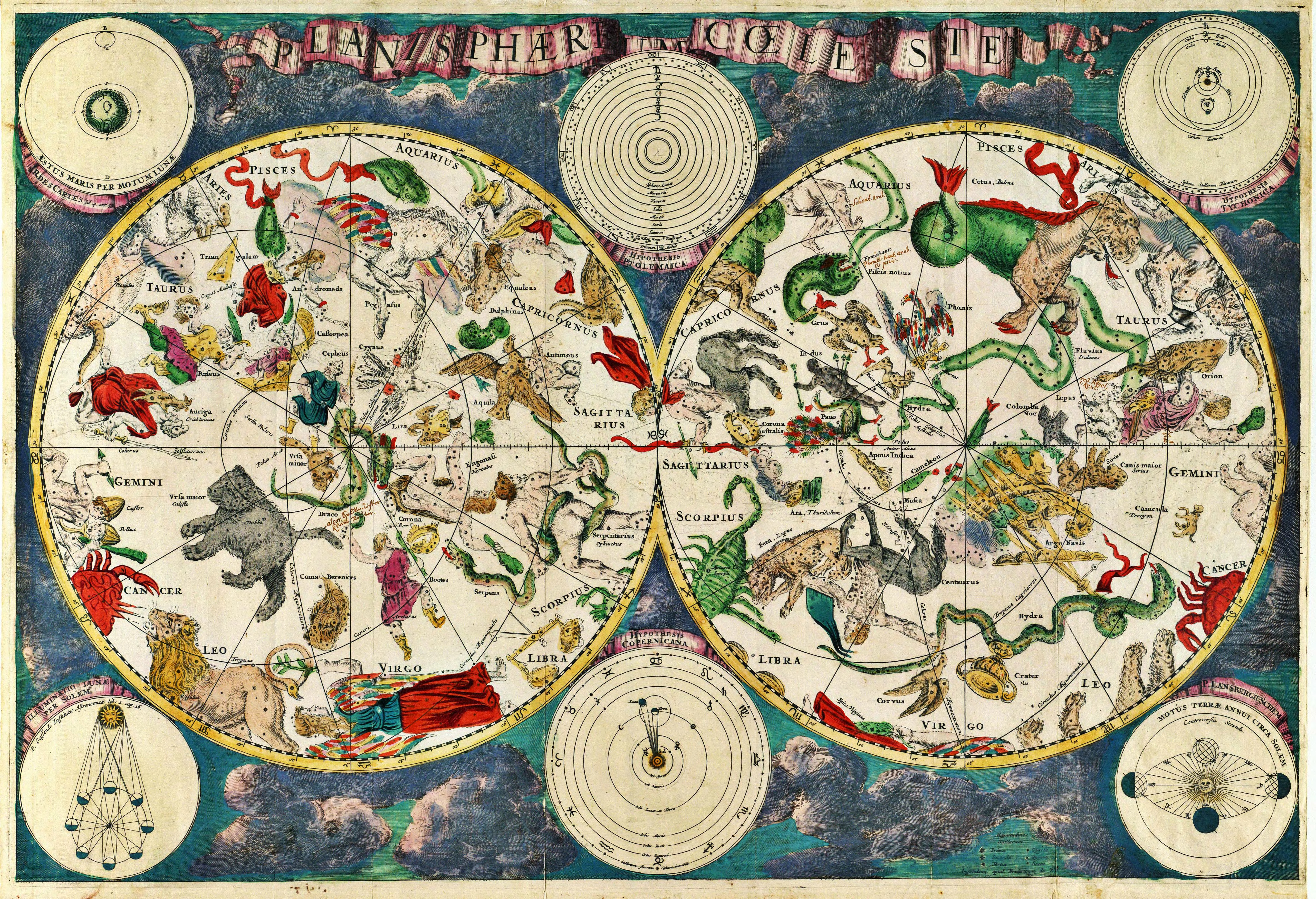
17世紀的荷蘭製圖師弗雷德里克·德·威特繪製的星圖

### 古代
在早期的歷史時期，天文學只包含觀測和預測肉眼可見天體的運動。在一些地方，早期文化留存了大量的文物，而除了儀式用途外，這些文物可能具有一些天文目的。通常，這些文物還可以用來確定季節，這是瞭解何時種植作物和瞭解一年長度的重要因素。
在望遠鏡等工具發明之前，對恆星的早期研究是用肉眼進行的。隨著文明的發展，最顯著的是在埃及、美索不達米亞、希臘、波斯、印度、中國和中美洲，天文觀測台被組裝起來，關於宇宙性質的思想開始發展。大多數早期天文學都是繪製恆星和行星的位置圖，這門科學現在被稱為天體測量學。通過這些觀測，形成了關於行星運動的早期想法，並在哲學上探索了太陽、月球和地球在宇宙中的性質。當時，地球被認為是宇宙的中心，太陽、月球和恆星圍繞地球旋轉。這被稱為宇宙的地心模型，或以托勒密之名命名為托勒密體系。

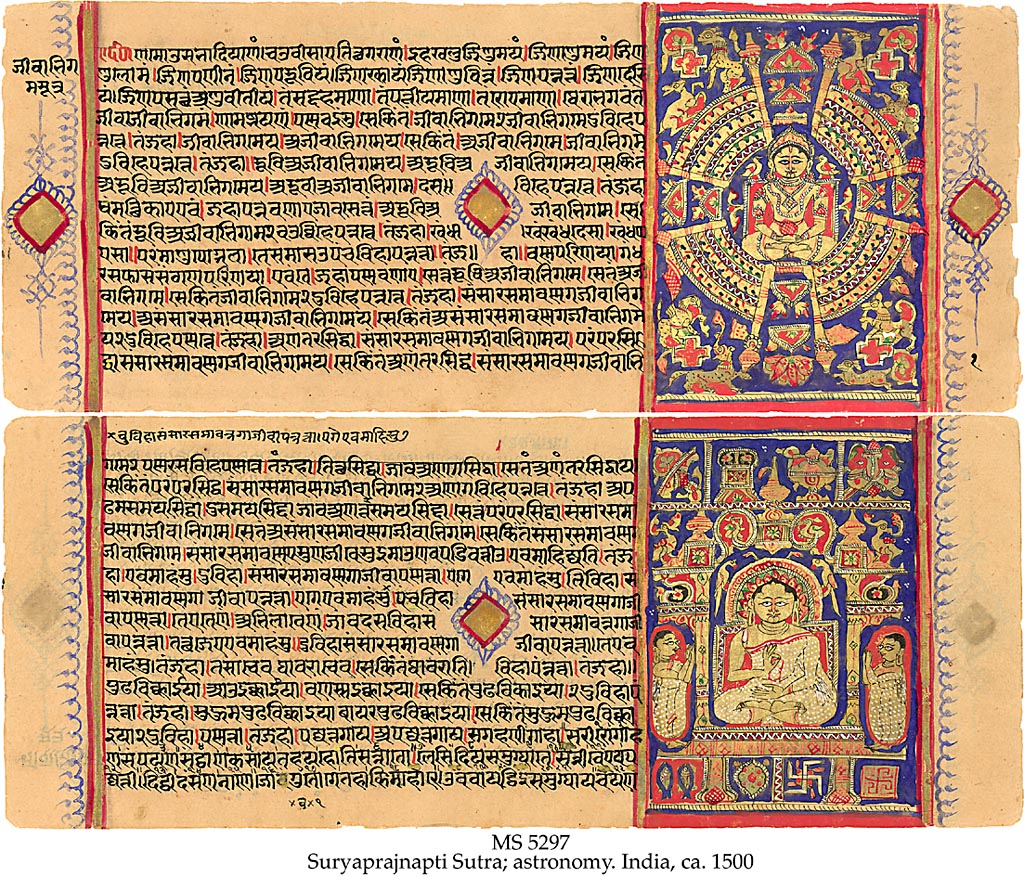
源於公元前4至3世紀的耆那教天文學文本《蘇利耶波羅聶提經》（सूर्यप्रज्ञप्तिसूत्र）。圖為公元1500年前後的手稿，屬蕭恩藏品，現存於英國倫敦。

早期，一個特別重要的發展是數學和科學天文學的開始，它始於巴比倫人，他們為後來在許多其它文明中發展起來的傳統天文學奠定了基礎。巴比倫人發現月食以一種被稱為沙羅的週期重複發生。

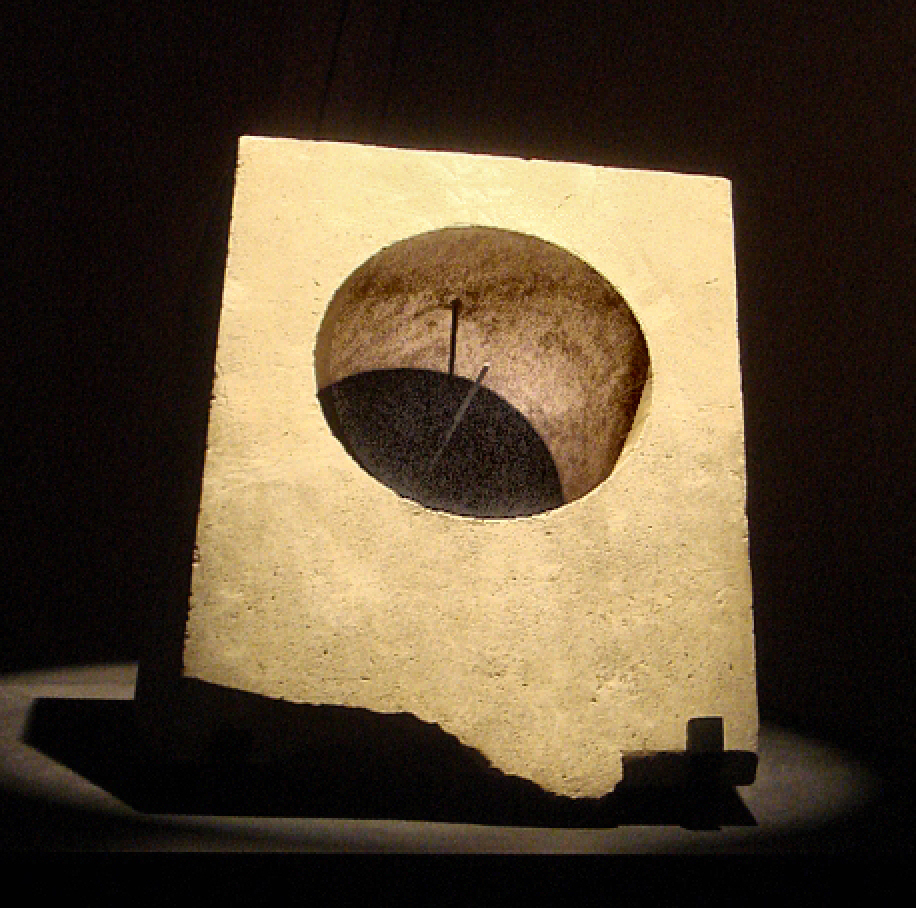
希臘的赤道式日晷。在西元前3-2世紀的奧克斯河畔的亞歷山大，即今天的阿富汗。

繼巴比倫人之後，古希臘和希臘化世界在天文學方面取得了重大進展。希臘天文學的特點是從一開始就尋求對天象的合理物理解釋。西元前3世紀，薩摩斯的阿里斯塔克斯估計了月球和太陽的大小與距離，他提出了一個地球和行星繞太陽旋轉的太陽系模型，現在稱為日心說模型。西元前2世紀，喜帕恰斯發現了歲差，計算了月球的大小和距離，並發明了已知最早的天文儀器：星盤。喜帕恰斯還創建了一個包含1,020顆恆星的綜合目錄，並且北半球的大部分星座源自希臘天文學。安迪基西拉机械装置（約西元前150–西元前80年）是早期的類比計算機，旨在計算給定日期的太陽、月球和行星位置。直到14世紀，當機械天文鐘出現在歐洲時，類似複雜性的科技人工製品才重新出現。

### 中世紀
中世紀（直到13世紀）的歐洲有許多重要的天文學家。沃林福德的理查（1292-1336）對天文學和鐘錶學做出了重大貢獻，包括發明了第一個天文鐘，可以測量測量行星和其他天體之間角度的矩儀，以及可用於天文計算，如月球、太陽和行星的經度，並且可以預測日食，被稱為「Albion」的行星定位儀。尼科爾·奧雷姆（1320–1382）和尚·布里丹（1300–1361）首先討論了地球自轉的證據，此外，布里丹還發展了動力理論（現代科學理論慣性的前身），該理論能够證明行星能够在沒有天使干預的情况下運動。喬治·馮·佩爾巴赫（1423–1461）和約翰內斯·米勒（1436–1476）幫助取得了天文學的進步，對幾十年後哥白尼發展日心模型起了重要的作用。
天文學在伊斯蘭世界和世界其它地區蓬勃發展，這導致9世紀初穆斯林世界出現了第一個天文台。在964年，本星系群中最大的星系仙女座星系，在波斯穆斯林天文學家阿卜杜勒-拉赫曼·蘇菲的《恒星之書》中已經有相關的描述。埃及的阿拉伯天文學家阿里·伊本·里德旺和中國天文學家於1006年觀測到有記錄以來視星等最亮的恆星事件：超新星SN 1006。伊朗學者比魯尼觀察到與托勒密相反，太陽的遠地點（地球的遠日點）是移動的，而不是固定的。一些對科學做出重大貢獻的著名伊斯蘭（主要是波斯和阿拉伯）天文學家包括巴塔尼、薩比特·伊本·庫拉、阿卜杜勒-拉赫曼·蘇菲、比魯尼、阿爾-宰爾嘎里、阿爾-比利安蒂，以及馬拉蓋天文台和兀魯伯天文台的天文學家。當時的天文學家引入了許多現在用於單顆恆星的阿拉伯恆星名稱。
也有人認為大辛巴威和廷布克圖的廢墟有可能是天文台。在後古典主義的西非中，天文學家研究了恆星的運動及其與季節的關係，根據複雜的數學計算繪製了天體圖以及其他行星的精確軌道圖。桑海的歷史學家馬哈茂德·卡蒂記錄了1583年8月的流星雨。歐洲人以前認為，撒哈拉以南的非洲，在殖民前的中世紀沒有天文觀測，但現代的發現表明情况並非如此。
在六個多世紀的時間裏（從中世紀晚期恢復古代學術到啟蒙運動），羅馬的天主教會對天文學研究的財政和社會支持，可能比所有其他機構都多。教會的動機之一是找到復活節的日期。

### 科學革命

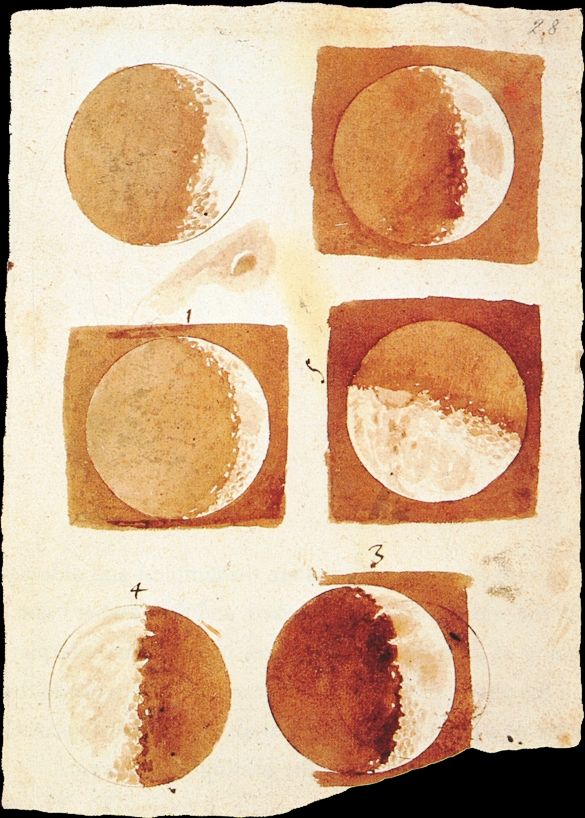
伽利略對月球觀測的草圖和顯示，月球表面是多山的。

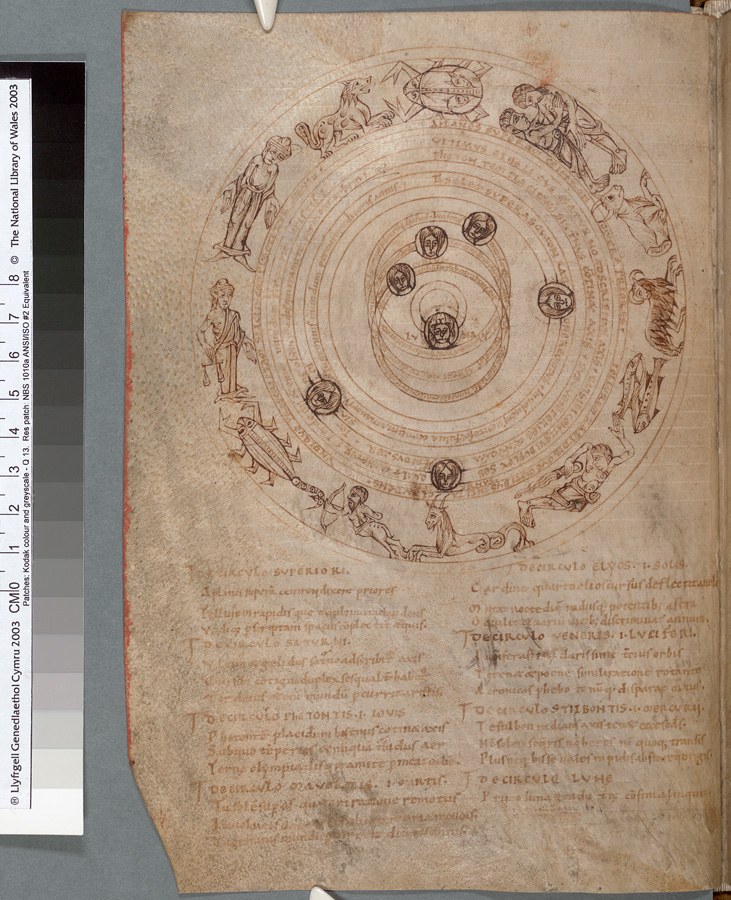
早期（约1000）科學手稿中的天文圖。

在文藝復興期間，尼古拉斯·哥白尼提出了太陽系的日心模型。他的工作得到了伽利略和克卜勒的擴展，在哥白尼的基礎上進一步完善日心說。克卜勒是第一個設計出正確描述行星繞太陽運動細節系統的人，然而，他並沒有成功地寫下建立起這個理論背後的定律。最終解釋行星運動的是牛頓，他發明了天體力學和引力定律。牛頓還開發了反射望遠鏡。
望遠鏡的尺寸和質量的改進導致了進一步的發現。英國天文學家約翰·佛蘭斯蒂德編輯的星表收錄了超過3,000顆恆星；法國天文學家尼古拉-路易·德·拉卡伊製作了更巨大，收錄了10,000顆南天恆星的星表。天文學家威廉·赫雪爾製作了星雲和星團的詳細目錄，並於1781年發現了行星天王星，這是第一顆新發現的行星。
在18-19世紀，尤拉、克萊羅和達朗貝爾對三體問題的研究，導致能更準確預測月球和行星的運動。這項工作由拉格朗日和拉普拉斯進一步完善，可以根據行星和衛星的擾動來估計它們的質量。
天文學的重大進步伴隨著新技術的引入而來，包括分光鏡和攝影術。約瑟夫·夫朗和斐在1814-15年在太陽光譜中發現了大約600條光譜線，克希荷夫在1959年將其歸因於不同元素的存在。恆星被證明與太陽相似，但具有更廣泛的溫度、質量和大小。
到了20世紀，科學家才認識到地球所身處的銀河系是一個獨立的星系，並且在銀河系外還存在別的星系。這些星系都在遠離銀河系，科學家以此發現宇宙正在膨脹。
直到20世紀，地球與恆星集團所在的銀河系，才被證明是宇宙中眾多的星系之一。觀察到的這些星系都在遠離銀河系的退行，導致了宇宙膨脹的發現。理論天文學導致了對黑洞和中子星等天體存在的猜測，而這些天體被用來解釋類星體、脈衝星、耀變體和電波星系等觀測到的現象。物理宇宙學在20世紀取得了巨大的進步。在20世紀初，大爆炸理論的模型被公式化，宇宙微波背景輻射、哈伯定律和宇宙元素的豐度都有力地證明了這一點。 太空望遠鏡已經能够屏除大氣層的阻擋，在大氣層之上對電磁波頻譜的各部分進行觀測。在2016年2月，雷射干涉重力波天文台（LIGO）項目宣佈，在2015年9月首次直接探測到源自黑洞碰撞的重力波訊號，展開了以重力波進行天文觀測的時代。

## 觀測天文學
可見光，乃至整個電磁輻射光譜，是人類對天象的主要觀測途徑。觀測天文學的不同領域可依電磁波譜的區域所分，其中有的波長可從地球表面觀測，稱之大氣窗口，有的則須要在高海拔甚至在地球大氣層以外才能有效觀測。

### 射電天文學

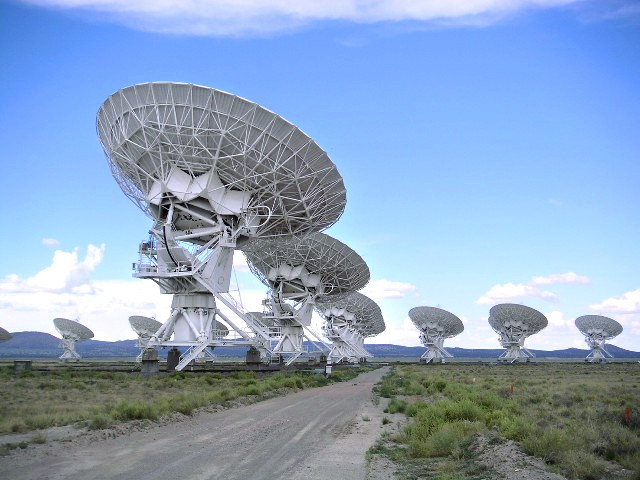
新墨西哥州的甚大天線陣，是電波望遠鏡的一個例子。

電波天文學使用波長超出可見光範圍，大於約一毫米的電磁輻射。因為觀測到的無線電波可以被視為波，而不是離散的光子，電波天文學與大多數其它形式的觀測天文學不同。因此，測量無線電波的振幅和相位相對容易，而在較短的波長下則不是那麼容易。
雖然有些無線電波是由天體直接發射的，是熱發射的產物，但觀察到的大部分無線電發射是同步輻射的結果，這是在電子繞磁場運行時產生的。此外，星際氣體產生的許多譜線，特別是21釐米處的氫光譜線，可以在無線電波長下觀察到。
在無線電波長下可以觀察到各種各樣的其它物體，包括超新星、星際氣體、脈衝星和活躍星系核。

### 紅外天文學

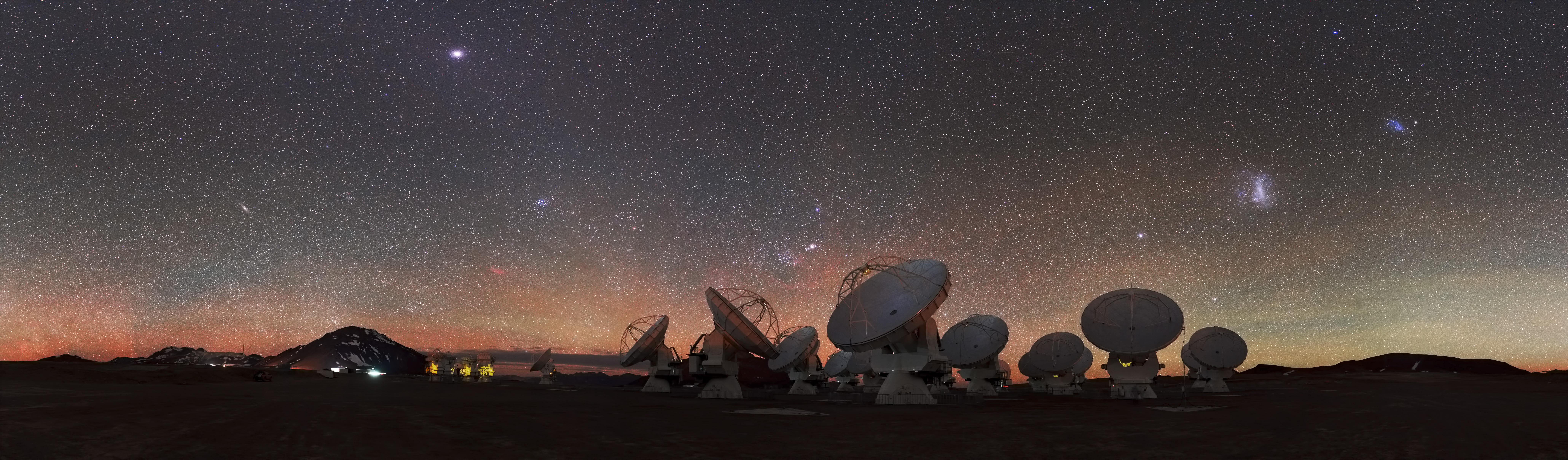
智利的阿塔卡馬大型毫米波/次毫米波陣列（ALMA）是地球上海拔最高的天文台之一

紅外天文學建立在對紅外輻射的檢測和分析之上，此類輻射的波長比紅光更長，超出了人類肉眼的可見的光波範圍。紅外光譜可用於研究太冷而無法輻射可見光的天體，例如行星、星周盤以及光線被塵埃阻擋的星雲等。紅外輻射的波長較可見光長，所以可以穿透可見光所無法穿透的塵埃雲，有助於研究分子雲深處的年輕恆星和星系核中心。來自廣域紅外線巡天探測衛星（WISE）的觀測在揭示許多銀河系的原恆星及其宿主星團方面特別有效。
因為大氣本身會產生大量的紅外輻射，因此除了接近可見光的紅外波長外，這些輻射會被地球大氣層吸收或被掩蓋。因此，紅外天文臺必須位於地球高處乾燥的地方或太空中。一些分子在紅外線的波段有較強的輻射，這允許研究太空的化學；更具體地說，它可以探測彗星中的水。

### 可見光天文學

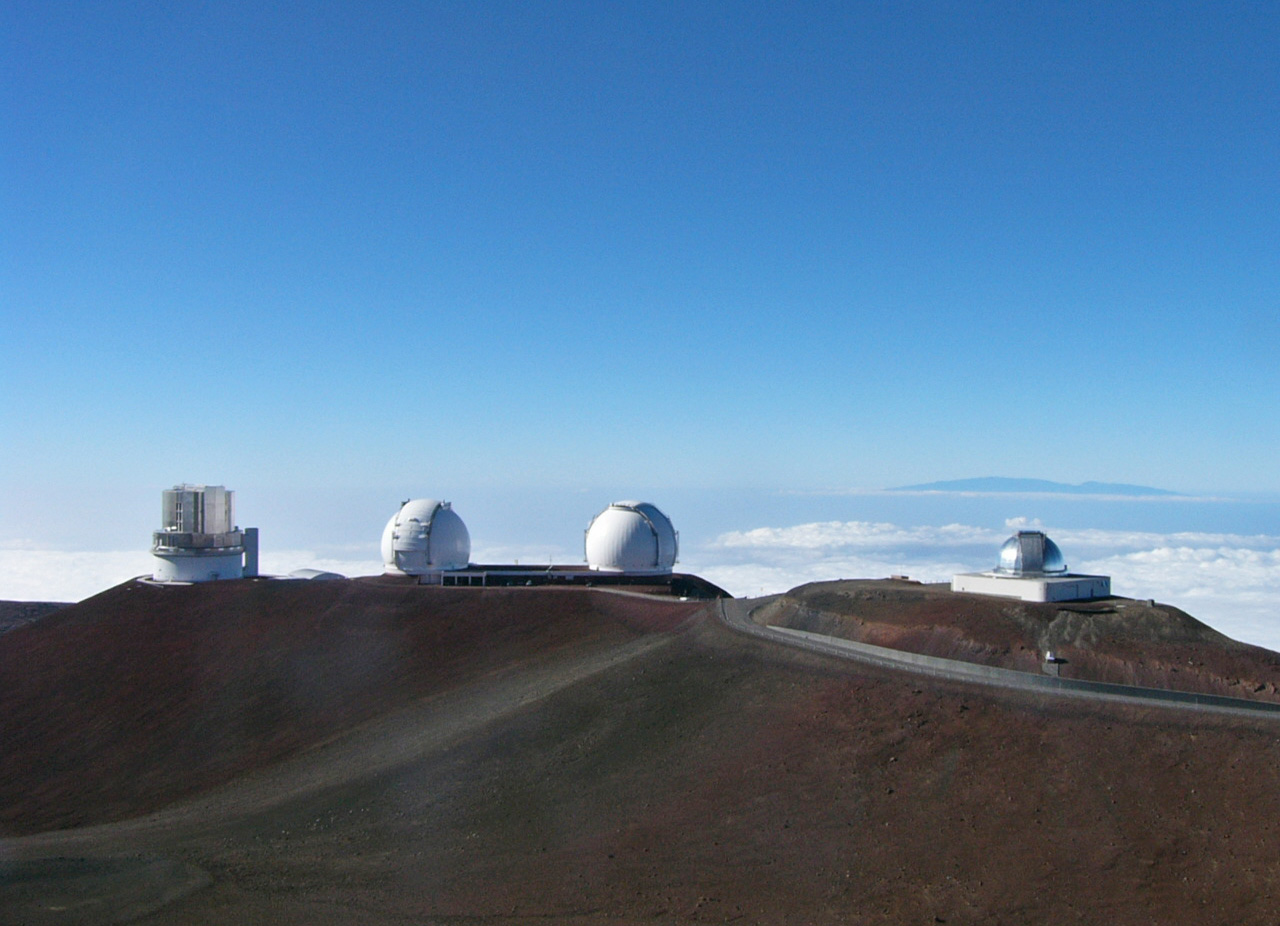
毛納基火山上的昴星團望遠鏡（左）和凱克天文臺（中），都是在近紅外和可見光波長下運行的天文台。美國國家航空暨太空總署紅外望遠鏡設施（右）是一個僅在近紅外波長下運行的望遠鏡。

從歷史上看，光學天文學，也稱為可見光天文學，是天文學最古老的形式。觀測影像最初是手工繪製的。在19世紀末和20世紀的大部分時間裏，影像都是用攝影設備拍攝的。現代的影像是使用數位探測器，特別是使用電荷耦合器件（CCDs）製作的，並記錄在現代介質上。然而，可見光本身從大約4000Å延伸到7000Å（400 nm to 700 nm），同樣的設備可以用來觀察一些近紫外線和近紅外輻射。

### 紫外線天文學
紫外線天文學使用的紫外線波長介於100至3200 Å（10至320 nm）。這些波長的光會被地球大氣層吸收，因此需要從高層大氣或太空進行觀測。紫外線天文學最適合研究熱藍色恆星（OB星）的熱輻射和光譜發射線，它們在這個波段非常明亮。在紫外線下常見的其它天體包括其它星系中的藍色恆星，行星狀星雲、超新星遺跡和活動星系核。然而，由於紫外線很容易被星際塵埃吸收，所以取得的數據必須再利用其它方法加以校準。

### X射線天文學

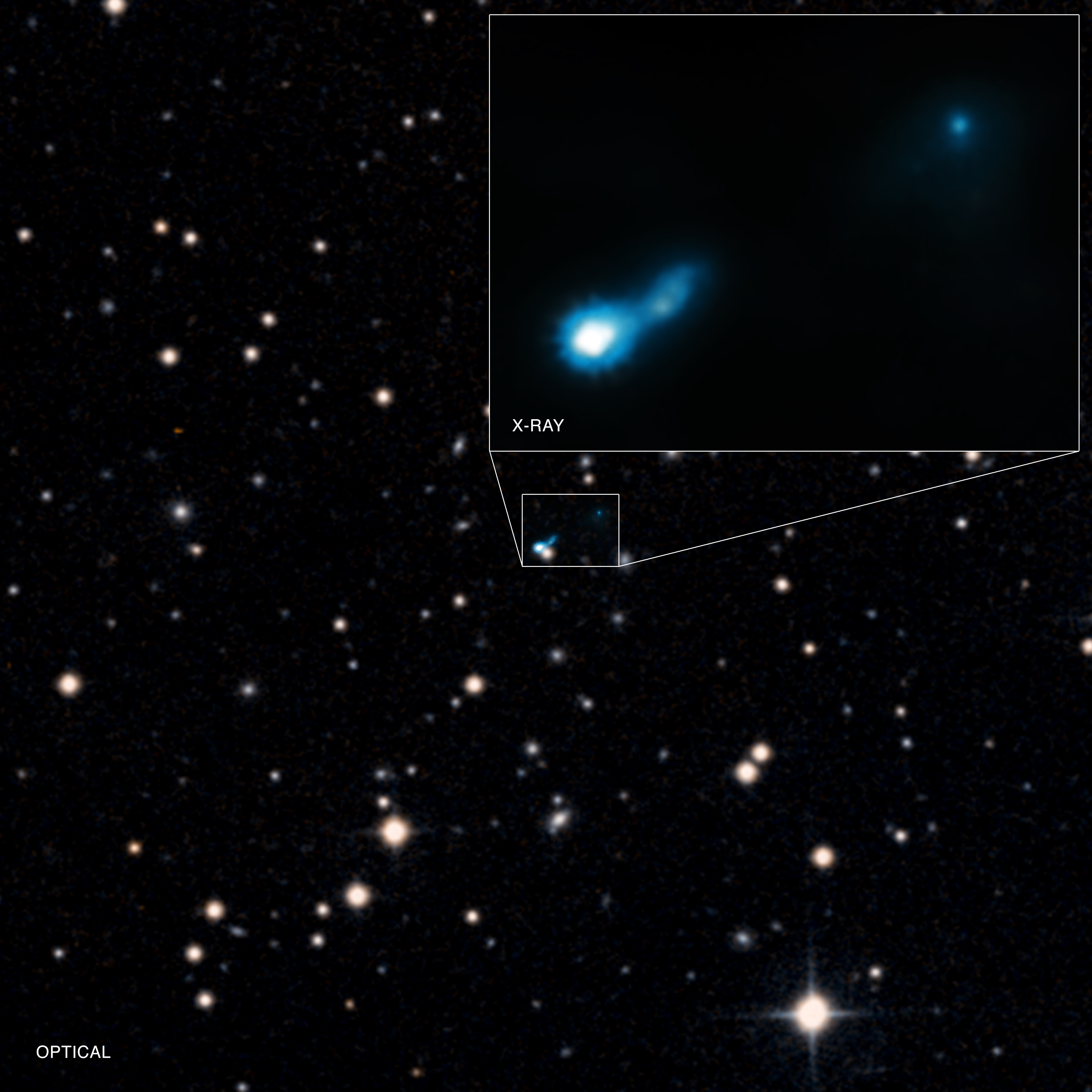
超大質量黑洞所射出的X射線噴流，由美國太空總署昌德拉X射線天文台發現

X射線天文學在X射線範圍觀測天體。宇宙中的X射線來自於同步輻射、溫度高於1千萬開爾文的稀薄氣體發出的熱輻射（見軔致輻射）以及溫度高於1千萬開爾文的稠密氣體發出的熱輻射（見黑體輻射）。發出X射線的天體有：X射線聯星、脈衝星、超新星遺跡、橢圓星系、星系群及活動星系核等。由於X射線會被地球大氣層吸收，所以X射線觀測必須用高空氣球、火箭或X射線天文衛星進行。

### 伽馬射線天文學
伽馬射線天文學所觀測的是電磁波譜中波長最短的輻射。伽馬射線可通過康普頓伽瑪射線天文台等衛星或成像式大氣契忍可夫望遠鏡來觀測。切倫科夫望遠鏡不直接探測伽馬射線，而是觀測大氣吸收伽馬射線時所產生的可見光閃光。
伽馬射線暴是突然發出伽馬射線的天體，持續時間從幾毫秒到幾千秒不等，大部分伽馬射線源都屬於此類。只有一成的伽馬射線源為持續性射源，這包括脈衝星、中子星及活動星系核等可能為黑洞的天體。

### 不以電磁輻射觀測的領域
除了電磁輻射以外，還能通過一些別的方法研究天象。
中微子天文學利用屏蔽效果極佳的地下中微子探測器測量中微子的流量。這類設施包括俄美鎵實驗（SAGE）、GALLEX、超級神岡探測器等。絕大數穿過地球的中微子都來自太陽，但也曾經有探測到24顆來自SN 1987A超新星爆發的中微子。宇宙射線由極高能量粒子（原子核）組成，在進入地球大氣層時會衰變或被吸收，過程中會產生一系列的衍生粒子。現今的天文台可通過探測此類粒子來研究宇宙射線。未來的中微子探測器能力將會提高，有望探測到宇宙射線衝擊大氣時所發出的粒子。
引力波天文學通過觀測引力波來研究遙遠的大質量天體，是一門新興的天文學領域。雷射干涉引力波天文台（LIGO）是其中一座正在運行的引力波探測器，它在2015年9月14日探測到歷史上首個引力波訊號，訊號源自雙黑洞。2017年，LIGO和室女座干涉儀共同探測到首個來自雙中子星（GW170817）的引力波訊號。
科學家可結合電磁輻射、中微子和引力波等不同方法研究同一個天體，這種做法稱為多信使天文學。

### 天體測量學與天體力學

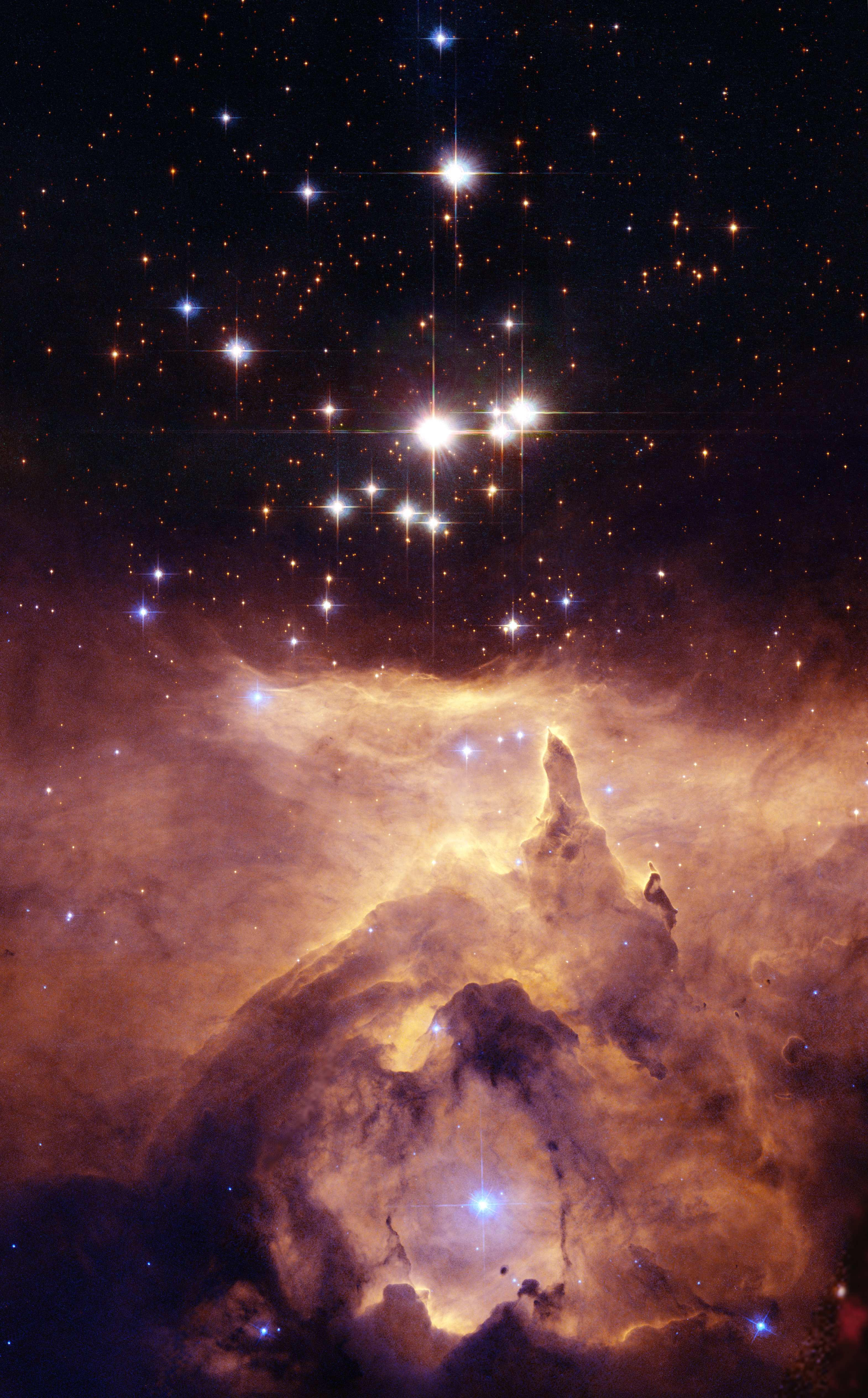
NGC 6357星團和星雲

天文學乃至所有科學中最古老的一個領域，是對各天體位置的測量。在歷史上，準確測量日、月、行星、恆星的位置，有天文航海和制訂曆法等作用。
18世紀開始，天文學家以精確測定的行星位置作為基礎，發展出完善的引力攝動理論，可以極精確地推算過去和未來的行星位置。這門學科稱為天體力學。今天，科學家對近地天體進行大規模追蹤，目的是預測這些天體何時會近距離略過地球以及評估與地球相撞的風險。
太陽系周邊恆星的視差是宇宙距離尺度的起始點。在用視差測量附近恆星的距離後，可以通過比對，推測遙遠恆星的各種屬性。通過測量恆星的徑向速度和自行，天文學家可以繪出銀河系內恆星的運行軌跡，從而算出銀河系暗物質的分佈。
1990年代，天文學家開始利用多普勒光譜學觀察太陽系周邊恆星的擺動。這種方法可以用來發現一些較大的系外行星（詳見系外行星偵測法）。

## 理論天文學
理論天文學家的研究手段包括數學模型及用電腦做數值模擬，即天體物理學。數學模型一般能揭示天文現象背後更深層次的原理，數值模擬則可以演示現實中難以觀察的現象。

## 具體分支

### 太陽天文學

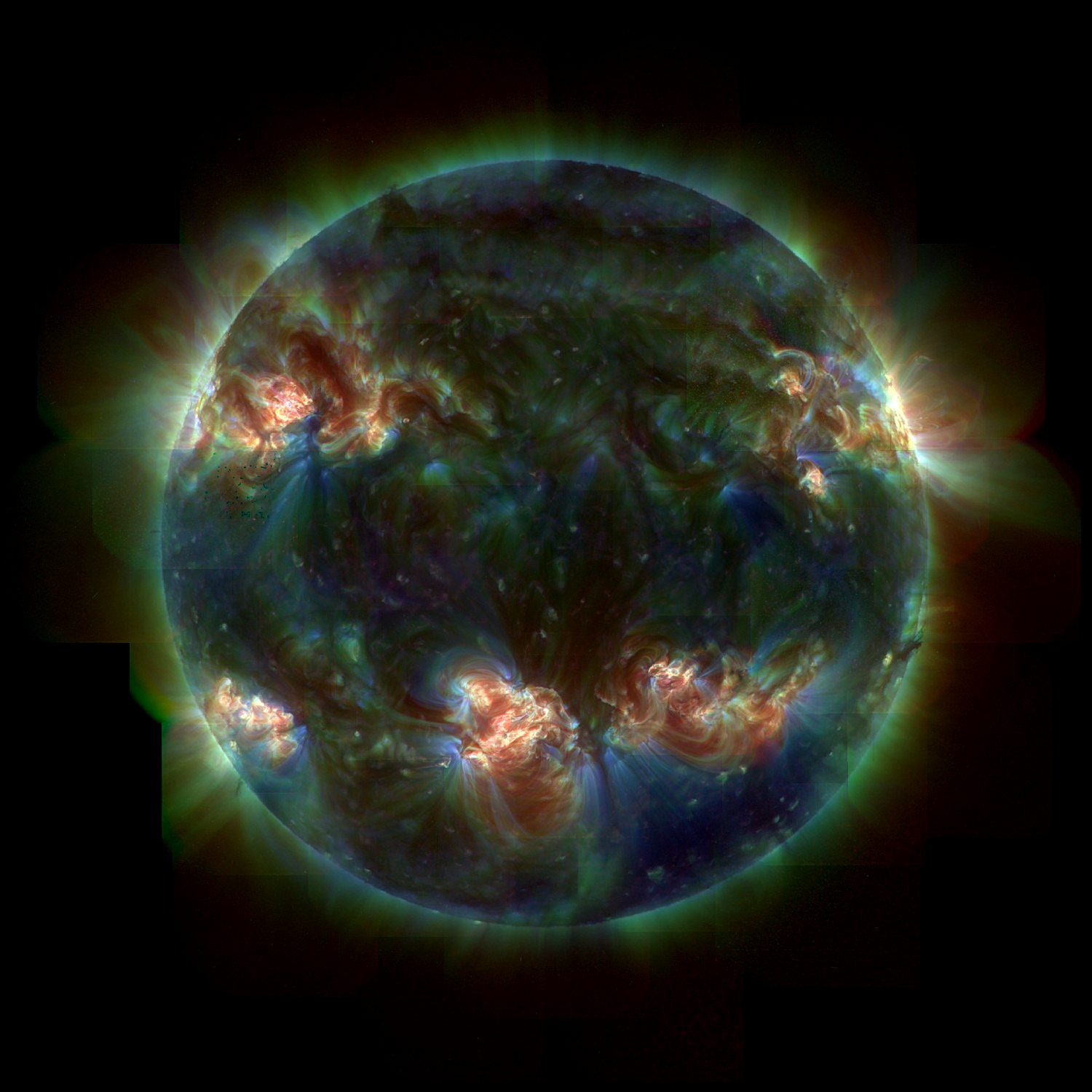
太陽光球的紫外線圖像，美國太空總署太陽過渡區與日冕探測器（TRACE）太空望遠鏡攝

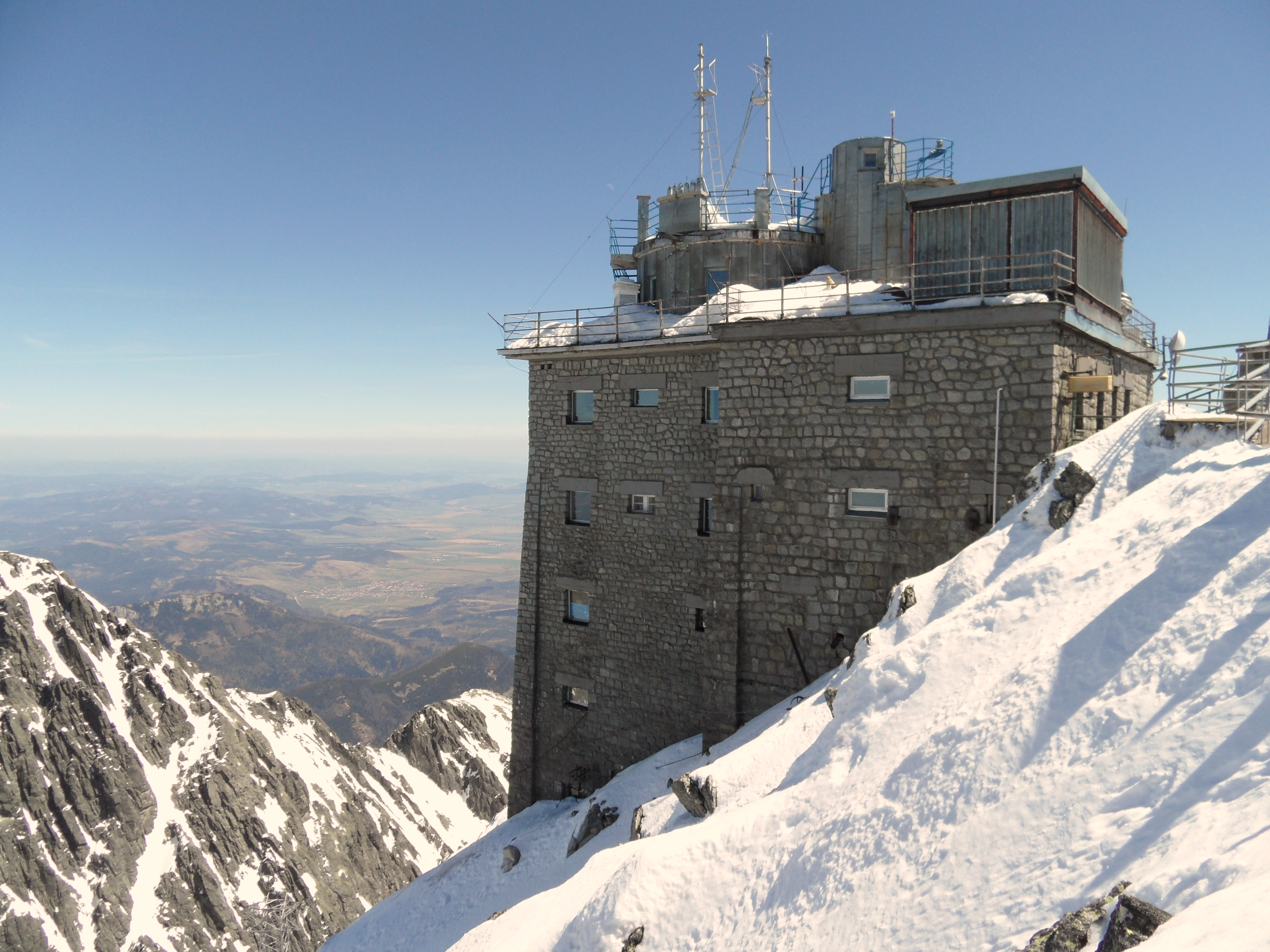
斯洛伐克洛姆尼茨基山太陽天文台

太陽離地球約8光分，或稱之天文單位，是距離地球最近，也是天文研究最為關注的恆星。太陽是一顆典型的主序矮星，屬於G2V類，年齡有46億年。雖然太陽不是一顆變星，但太陽粒子數會上下波動，每11年為一太陽週期。太陽粒子是太陽表面上溫度較平均低的區域，一般有強烈的磁場活動。
自進入主序至今，太陽的亮度已增加了40%，期間它的亮度有過週期性波動，對地球上的氣候有著極大的影響。例如，蒙德極小期很可能導致了中世紀期間的小冰期。
在結構上，人們一般所能見到的太陽表面稱為光球，光球以外是一層薄薄的色球，色球以外有一層薄薄的過渡層，溫度劇烈上升，直到最外面的超高溫日冕。太陽的中心有著極高的溫度和壓力，足以產生持續的核聚變。包圍著中心的是輻射層，這裡的等離子體以輻射的形式把能量傳遞出來。輻射層以外是對流層，這裡的氣體以對流的形式把能量傳遞到外層。科學家相信，對流層氣體的翻滾運動所產生的磁場活動導致了太陽粒子的形成。
太陽時時刻刻都從表面向外噴射大量的等離子體粒子，就是所謂的太陽風。太陽風會一直達到太陽系的邊緣──太陽層頂。太陽風在經過地球時會與地磁場（磁層）相互作用，會因此轉向，但也有一部分會被困在環繞地球的范艾倫輻射帶中。當太陽風粒子沿著磁場線進入地球兩極的大氣層時，就會產生極光。

### 行星科學
行星科學的研究對象，除了有太陽系內的行星、衛星、矮行星、彗星、小行星等等，還包括太陽系外行星。科學家最先通過望遠鏡觀察太陽系內的天體，再通過航天器，如今已對太陽系自身的形成和演化有了較好的認識。

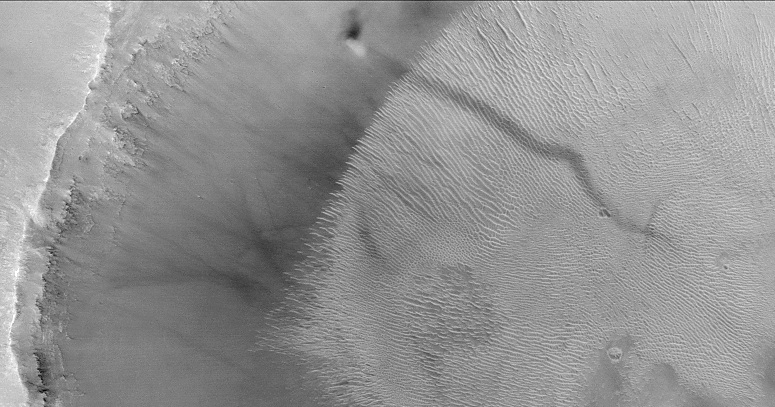
照片攝於火星。一個塵卷風沿著隕石坑壁向上爬（黑點），留下了一條暗暗的軌跡。塵卷風是火星大氣層現象，類似於地球上的龍捲風

從內向外，太陽系可分為內行星、主小行星帶和外行星。內行星包括水星、金星、地球和火星，均為類地行星；外行星包括木星、土星、天王星和海王星，均為氣態巨行星。在八大行星以外，還有柯伊伯帶和可能延續1光年的奧爾特雲。
太陽系行星是在46億年前的原行星盤中誕生的。經過相互吸引、碰撞和吸積，原行星盤中逐漸積累起大塊物質，這些物質慢慢演變為原行星。太陽風「吹走」大部分的離散物質，只有質量足夠大的行星才得以保留其大氣層。在接著的後期重轟炸期期間，行星繼續受到太陽系剩餘物質的劇烈碰撞。這些碰撞的歷史遺跡在月球上的諸多撞擊坑中就有跡可循。其中一些原行星也互相碰撞，科學家相信，月球就很有可能是在此類碰撞中形成的。
當行星達到一定的質量後，其內部的物質會根據不同的密度而分離，這段過程稱為行星分化。分化的結果是，行星的中心為石質或金屬核，可分為固態和液態核，外層為幔和外殼。有些行星核可以產生磁場，避免大氣層被太陽風剝離。
行星和衛星內部高溫的原因包括：行星形成時碰撞的殘留熱量、放射性物質（鈾、釷、鋁-26等等）的衰變以及其他天體所造成的潮汐力。一些行星和衛星的內部熱量足以推動火山作用等地質活動，擁有大氣層的行星和衛星還會經受表面侵蝕。較小的天體如果不受潮汐力的影響，會比大天體更快地降溫。除了受隕石撞擊以外，小天體的地質活動會隨溫度的降低而息止。

### 恆星天文學

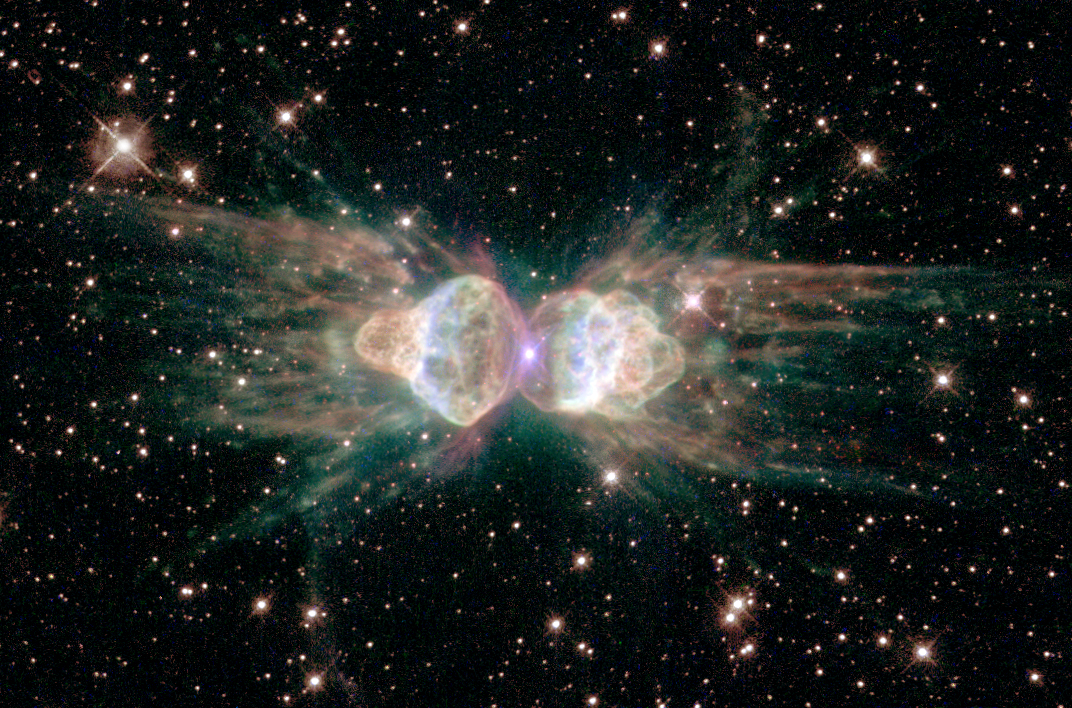
螞蟻星雲。星雲中心的垂死恆星向外噴出大量物質，產生的形狀高度對稱，與普通爆炸的混亂形狀有明顯的不同

研究恆星和恆星演化，對人們了解宇宙有著重要的意義。科學家對恆星的了解來自於觀察、理論以及對恆星內部的電腦模擬。恆星會在稱為暗星雲的高密度塵埃和氣體中形成。當星雲的穩定性受到破壞時，塵埃和氣體就會在自身引力下坍塌形成原恆星。當原恆星核心的密度和溫度達到一定程度後，就會啟動核聚變，使恆星形成。
幾乎所有原子量大於氫和氦的化學元素都是在恆星核心中形成的。
恆星的屬性主要取決於它開始時的質量：質量越大，亮度就越高，氫在其核心聚變成氦的過程也發生得越快。隨著時間的推移，氫會完全轉化為氦，此時恆星會進入演化過程中的下一個階段。恆星核需要有更高的溫度才能使氦聚變。核心溫度足夠高的恆星會一邊使外層膨脹，一邊增加核心密度，形成紅巨星。紅巨星會迅速用盡氦燃料，因此壽命不長。質量更大的恆星會逐步以更重的元素進行聚變，再經過一連串的演化階段。
恆星的質量決定了它最終的歸宿：8個太陽質量以上的恆星會坍縮，成為超新星，而8個太陽質量以下的恆星則會噴出外層的物質，形成行星狀星雲。超新星爆炸後的殘骸是一顆密度極高的中子星；如果恆星質量超過3個太陽質量，則超新星殘骸將會是一個黑洞。相互公轉的聯星會有更加複雜的演化過程，例如，白矮星會從其伴星不斷吸取物質，最終可引發超新星爆炸。行星狀星雲和超新星都有助於把恆星內部經聚變產生的「金屬元素」（在天文學中泛指氫、氦以外的一切元素）分散到星際介質當中。全靠這兩者，包括太陽系在內的行星系統才會由氫和氦以外的多種元素所組成。

### 銀河系天文學
太陽系所處的銀河系屬於棒旋星系，是本星系群中的一員。銀河系由氣體、塵埃、恆星等各種天體所組成，這些天體繞銀河系的中心公轉，並通過相互引力束縛在一起。太陽系位於銀河系一個螺旋臂的外端，因此銀河系有很大部分受塵埃的阻擋，觀測不易。
銀河系中心是一個棒形隆起物，稱為核球。科學家相信在核球的最中心處有一個超大質量黑洞。從核球起有四條主螺旋臂向外輻射至外端，此處的恆星形成非常活躍，含較多的第一星族恆星。這些結構都基本位於同一平面上，平面以外還有一個扁球形銀暈，主要含年齡更大的第二星族恆星，亦含數以百計的球狀星團。
恆星和恆星之間的空間充斥著低密度的物質，稱為星際介質。其中由氫等元素組成的分子雲是恆星誕生的區域，密度相對較高。高密度的星前核心或暗星雲坍縮，形成原恆星。
大質量恆星出現後，分子雲變為由發光氣體和等離子體形成的電離氫區。這些恆星產生的恆星風和超新星爆炸最終使雲團疏散開來，往往留下若干年輕的疏散星團。這些星團慢慢分散開，其中的恆星融入銀河系眾多的恆星當中。
在研究過銀河系及其他星系中物質的運動情況後，科學家發現普通的可見物質只是星系總質量的一小部分。圍繞星系的暗物質暈組成星系的大部分質量，但暗物質的本質仍然是一個未解之謎。

### 星系天文學

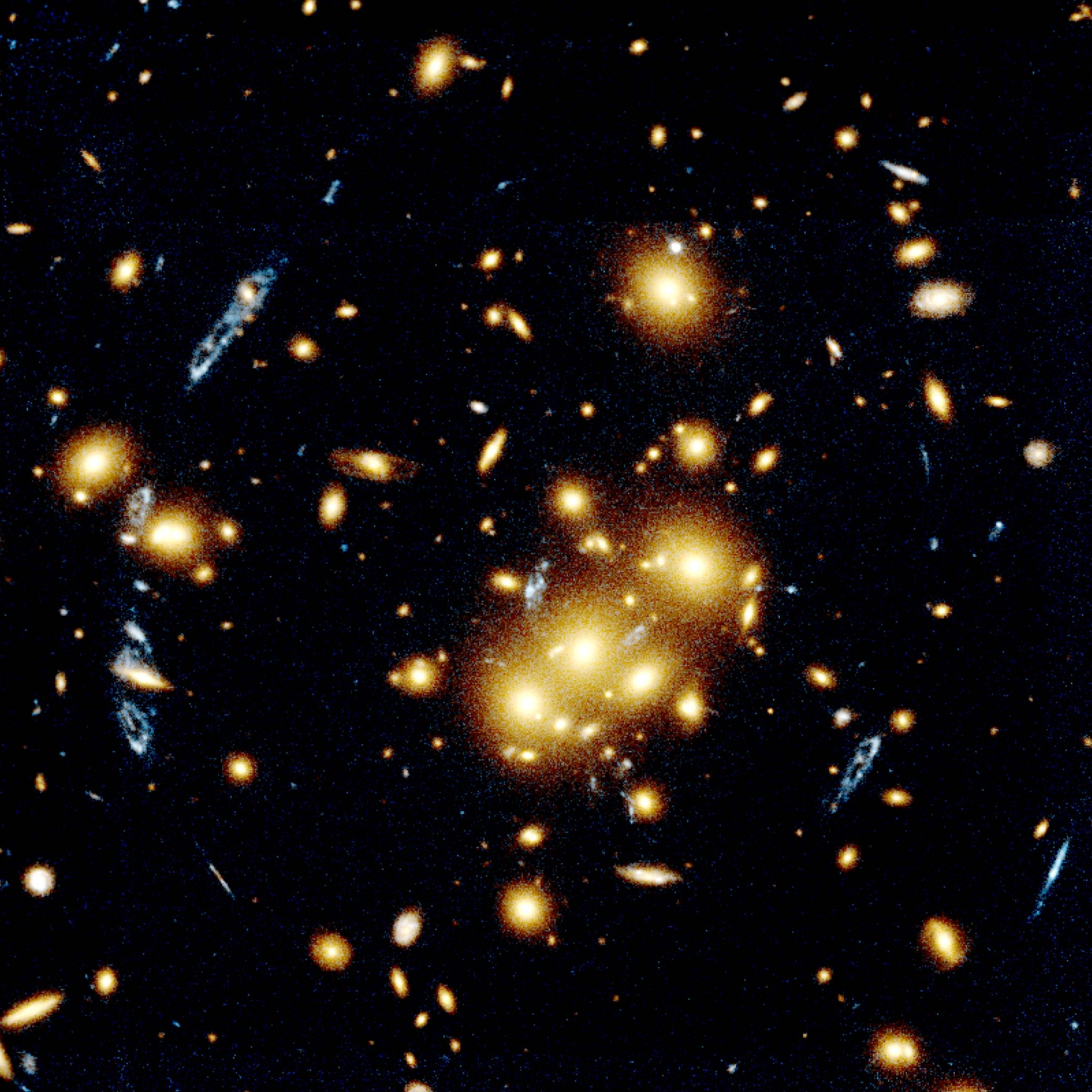
圖中的數個藍色環狀天體是同一個星系的多個重複影像。中間黃色星系的質量產生引力透鏡效應，使來自背後遙遠星系的光線轉向，造成扭曲和重影的效果

對銀河系以外天體的研究分支包括：星系的形成和演化、星系分類、活動星系觀測以及星系群和星系團的觀測。對星系群和星系團等的觀測對了解宇宙大尺度結構有重要的意義。
大部分星系都可根據形狀具體劃分為螺旋星系、橢圓星系及不規則星系。
顧名思義，橢圓星系的截面呈橢圓形。星系中的恆星沿著隨機軌道，而不是一個特別的方向運行。在橢圓星系中，星際塵埃幾乎不存在或完全不存在，恆星誕生的區域少，恆星普遍較老。橢圓星系常見於星系團的中心，很可能是大星系相撞的產物。
螺旋星系呈扁盤形，沿一個方向旋轉，中心有一個凸起的球狀物或棒狀物，從中伸出若干條螺旋臂，向外放射。螺旋臂發亮，充滿塵埃，是恆星誕生的區域，其中的年輕大質量恆星呈藍色。螺旋星系外圍一般是由老恆星組成的暈。銀河系和鄰近的仙女座星系都屬於螺旋星系。
不規則星系是外表混亂，無法歸為螺旋或橢圓星系的星系。宇宙中有四分之一的星系都屬於此類。混亂的形狀很可能是引力擾動的結果。
活動星系會發出巨大的能量，但這些能量並不來自它的恆星、塵埃或氣體，而是來自它的緻密核心。科學家相信，星系中心的超大質量黑洞在吸入物質後發出大量輻射，形成活動星系核。電波星系會發出大量的無線電波，並散發出羽狀或葉狀的巨大氣體結構。其他的活動星系則會發出波長較短的高能輻射，如西佛星系、類星體和耀變體。類星體是可觀測宇宙中持續亮度最高的天體。
宇宙在大尺度上的結構由星系群和星系團組成。最大的星系集體稱為超星系團。宇宙中的物質在最大尺度上形成纖維狀結構和長城，之間則是巨大的空洞。

### 物理宇宙學

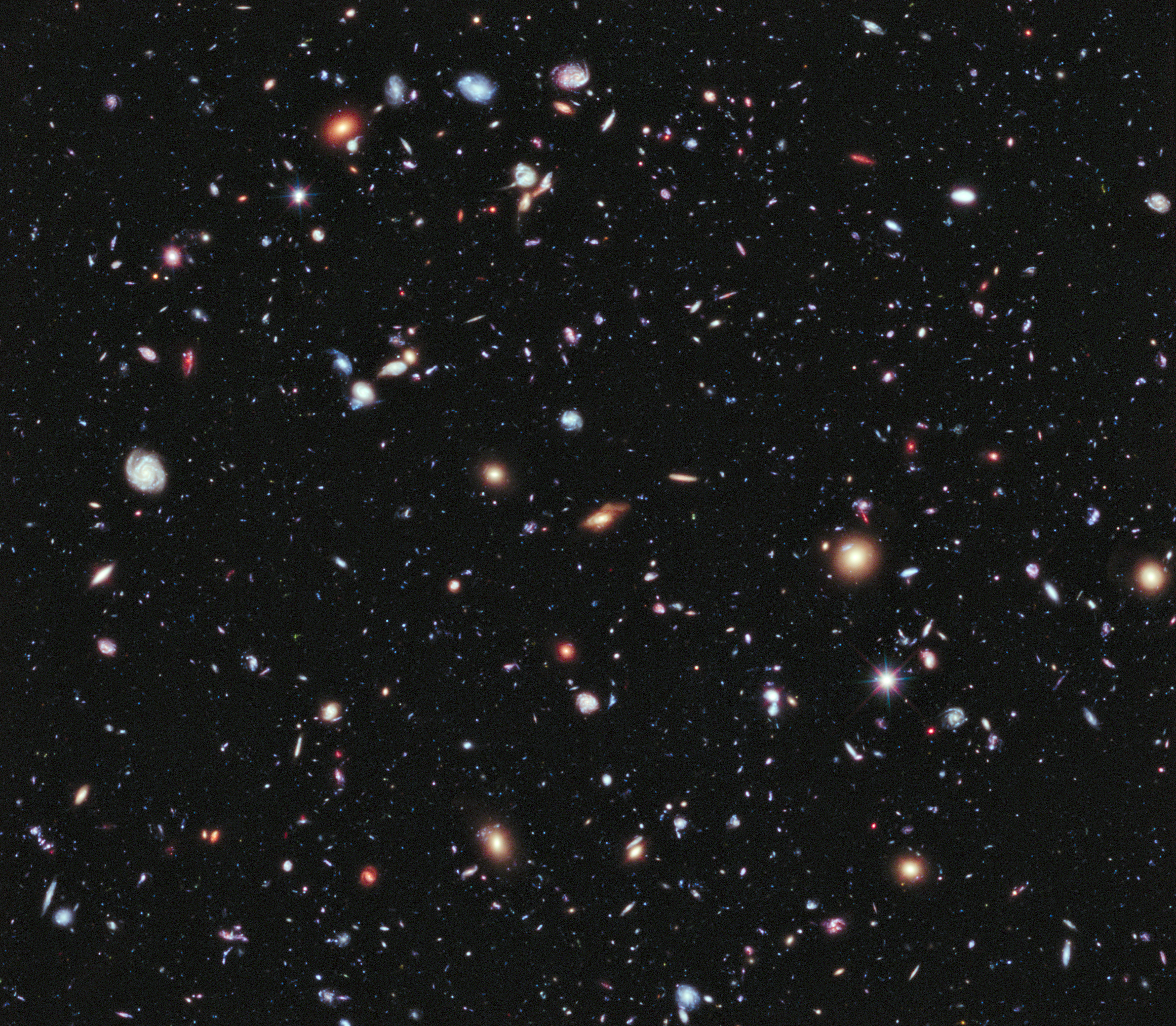
哈勃極深空

宇宙學的研究對象是整個宇宙。物理宇宙學家通過觀測宇宙大尺度結構，對宇宙的開端和演化有了深入的認識。現代宇宙學的核心思想是大爆炸理論：宇宙在138億年前誕生，自此後不斷膨脹至今。1965年，科學家發現宇宙微波背景輻射，奠定了大爆炸的觀測基礎。
宇宙在膨脹期間經歷了多個發展階段。宇宙學家猜測，宇宙最初曾有過極快速的宇宙暴脹，使波動的初始條件得以勻化。接著的核合成過程產生了早期宇宙的各種原子核（見核宇宙編年學）。
此時宇宙充斥著離子，光子不可穿透。直到中性原子形成，太空才變得「透明」。第一次不受阻擋穿透太空的光線，至今仍游離於宇宙中，形成宇宙微波背景。有相當一段時間，由於恆星還未形成，宇宙是漆黑一片的。
不同區域的物質質量密度有微乎其微的差異，物質因此開始聚合，形成各個尺度上的階級式結構。密度較高的物質成為了氣體雲和最早期的恆星──第三星族恆星。這些大質量恆星激發了再電離過程，製造了早期宇宙中的許多重元素。重元素在衰變後成為輕元素，使核合成週期可以延續下去。
在引力的作用下，物質形成了大尺度纖維狀結構和巨大的空洞。氣體和塵埃逐漸聚集，形成早期星系。這些星系不斷納入更多的物質，並互相形成星系群和星系團，再組成超星系團。
暗物質和暗能量的存在對宇宙的結構有著決定性作用。兩者合起來，共佔全宇宙質量的96%之多。因此，科學家正在極力試圖探究其背後的物理原理。

## 跨學科研究
天文學和天體物理學與其他科學領域有著密切的跨學科關係。考古天文學利用考古學和人類學證據，研究遠古或傳統天文學在文化中的角色和地位。天體生物學研究生物系統在宇宙中的起源、演化和分佈，並特別關注地外生物能否存在，人類又如何能探測這些生命這些問題。天體統計學將統計學方法應用在分析不可勝計的天文觀測數據上。
天體化學研究宇宙中化學物質的形成和反應。宇宙化學專門研究太陽系內化學物質的分佈、來源以及同位素比率的變化。
天文鑒證科學利用天文學的知識，解答法律、歷史上的疑問，例如驗證拍攝照片的日期或確認有關天文藝術作品的創作時間。

## 業餘天文學

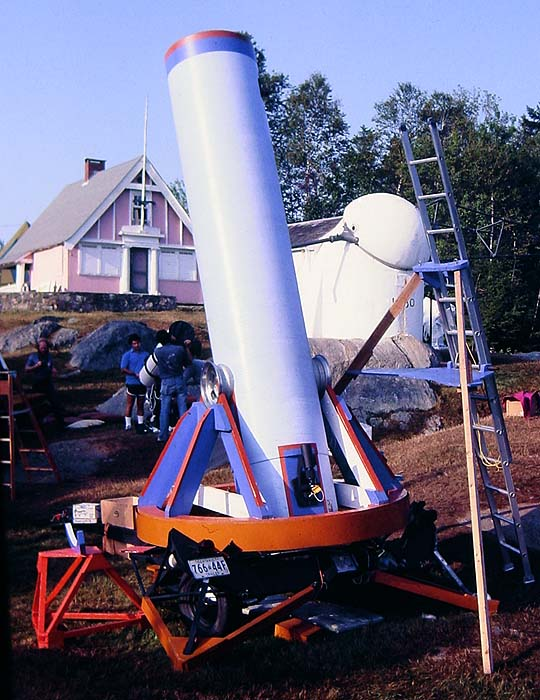
業餘天文學家可以自己搭建觀測器材，並舉辦星空饗宴。圖為位於美國佛蒙特州的Stellafane天文俱樂部

天文學是眾多科學領域中，業餘者能夠最大程度參與的領域。
業餘天文學家可以對各種天體和天文現象進行觀測，有的甚至會自己搭建觀測器材。最普遍的觀測對象包括：日、月、各大行星、小行星、彗星、流星雨、恆星以及星團、星系、星雲等深空天體。業餘天文俱樂部分佈在世界各地，有的會為成員提供各種幫助，從搭建器材乃至完成觀測梅西耶星表（共110個）或赫歇爾目錄（共400個）中的所有天體。
天文攝影是業餘天文學的一個分支。許多業餘天文學家會選擇專門觀測某一類天體或某一類天文現象。
大部分業餘天文學家都在可見光範圍內做觀測，但也有一小部分用可見光以外的波長進行觀測，包括在傳統天文望遠鏡上加上紅外濾光片，或使用射電望遠鏡。卡爾·央斯基在1930年代開始在無線電波長進行觀測，開創了業餘射電天文學。業餘天文學家不但可以使用自己的器材，還可以使用開放給業餘者的專業射電天文望遠鏡。
與大多數現代科學領域不同的是，業餘天文學家至今仍在為天文學作出重大的貢獻。比如，他們通過掩星的方法提高小行星軌道的測量精度，發現新彗星，又對變星做定期觀測。隨著數碼科技的提升，業餘天文攝影也有了極大的進步。

## 天文學未解之謎
儘管隨著天文學的驚人發展，人類已經對宇宙的認知有了翻天覆地的變化，但是在今天仍然有一些至關重要的天文學未解之謎。要解答這些謎題，有可能需要新的地面或太空觀測儀器，乃至理論和實驗物理上的新發展。
- 恆星質量分佈從何而來？為什麼不論初始條件如何，天文學家都會觀測到相同的初始質量函數？[115]有待對恆星和行星的誕生過程有更深入的了解。
- 宇宙中是否存在其他生命體？是否存在其他智慧生物？如果存在，應如何解決費米悖論？證實地球以外生物的存在，對許多科學和哲學問題有至關重要的意義。[116][117]太陽系是平平凡凡，還是絕無僅有？
- 暗物質和暗能量的本質是甚麼？這兩者在宇宙的發展和未來有著決定性作用，然而人類對它們的本質尚且一無所知。[118]宇宙的終極命運是甚麼？[119]
- 第一批星系是如何形成的？[120]超大質量黑洞是如何形成的？[121]
- 超高能宇宙射線從何而來？[122]
- 鋰元素在宇宙中的豐度為甚麼比大爆炸模型所預測的低四倍？[123]

### 引用
1. ↑  . Quito Astronomical Observatory. （原始内容存档于2018-03-28） （西班牙语）.
2. ↑  .  典藏版. 1983年  [2020-07-29]. （原始内容存档于2020-11-18）.
3. ↑   维基文库中的相關文獻：易經·賁卦·彖辭
4. ↑  Losev, Alexandre. . Journal of Astronomical History and Heritage. 2012, 15 (1): 42–46. Bibcode:2012JAHH...15...42L. S2CID 51802196. arXiv:1006.5209 . doi:10.3724/SP.J.1440-2807.2012.01.05.
5. ↑  Unsöld, Albrecht; Baschek, Bodo. . Translated by Brewer, W.D. Berlin, New York: Springer. 2001. ISBN 978-3-540-67877-9.
6. 1 2  Scharringhausen, B. . Curious About Astronomy. January 2002  [2016-11-17]. （原始内容存档于2007-06-09）.
7. 1 2  Odenwald, Sten. . The Astronomy Cafe.   [2007-06-20]. （原始内容存档于2007-07-08）.
8. 1 2  . Penn State Erie. 2005-07-18  [2007-06-20]. （原始内容存档于2007-11-01）.
9. ↑  . Merriam-Webster Online.   [2007-06-20]. （原始内容存档于2007-06-17）.
10. ↑  . Merriam-Webster Online.   [2007-06-20]. （原始内容存档于2012-09-21）.
11. 1 2 3  Shu, F.H. . Mill Valley, California: University Science Books. 1983. ISBN 978-0-935702-05-7.
12. ↑  Forbes, George. . London: Plain Label Books. 1909  [2019-04-07]. ISBN 978-1-60303-159-2. （原始内容存档于2018-08-28）.
13. ↑  DeWitt, Richard. . . Chichester, England: Wiley. 2010: 113. ISBN 978-1-4051-9563-8.
14. ↑  . The Schoyen Collection.   [2025-06-11] （英国英语）.
15. ↑  Aaboe, A. . Philosophical Transactions of the Royal Society. 1974, 276 (1257): 21–42. Bibcode:1974RSPTA.276...21A. JSTOR 74272. S2CID 122508567. doi:10.1098/rsta.1974.0007.
16. ↑  . NASA.   [2007-10-28]. （原始内容存档于2007-10-30）.
17. ↑  Krafft, Fritz. . Cancik, Hubert; Schneider, Helmuth  (编). . 2009.
18. ↑  Berrgren, J.L.; Sidoli, Nathan. . Archive for History of Exact Sciences. May 2007, 61 (3): 213–54. S2CID 121872685. doi:10.1007/s00407-006-0118-4.
19. ↑  . School of Mathematics and Statistics, University of St Andrews, Scotland.   [2007-10-28]. （原始内容存档于2007-10-23）.
20. ↑  Thurston, H. . Springer Science & Business Media. 1996: 2  [2015-06-20]. ISBN 978-0-387-94822-5. （原始内容存档于2021-02-03）.
21. ↑  Marchant, Jo. . Nature. 2006, 444 (7119): 534–38. Bibcode:2006Natur.444..534M. PMID 17136067. doi:10.1038/444534a .
22. ↑  Hannam, James. God's philosophers: how the medieval world laid the foundations of modern science. Icon Books Ltd, 2009, 180
23. ↑  Kennedy, Edward S. . Isis. 1962, 53 (2): 237–39. doi:10.1086/349558.
24. ↑  Micheau, Françoise. Rashed, Roshdi; Morelon, Régis , 编. . Encyclopedia of the History of Arabic Science: 992–93.
25. ↑  Nas, Peter J. . Brill Academic Publishers. 1993: 350. ISBN 978-90-04-09855-8.
26. ↑  Kepple, George Robert; Sanner, Glen W.  1. Willmann-Bell, Inc. 1998: 18. ISBN 978-0-943396-58-3.
27. ↑  Falk, Seb. . Aramco World 58 (3). 2023  [2023-03-06]. （原始内容存档于2021-03-01）.
28. 1 2  Berry, Arthur. . New York: Dover Publications, Inc. 1961. ISBN 978-0-486-20210-5.
29. ↑  Hoskin, Michael (编). . Cambridge University Press. 1999. ISBN 978-0-521-57600-0.
30. ↑  McKissack, Pat; McKissack, Frederick. . H. Holt. 1995: 103. ISBN 978-0-8050-4259-7.
31. ↑  Clark, Stuart; Carrington, Damian. . New Scientist. 2002  [2010-02-03]. （原始内容存档于2015-04-30）.
32. ↑  Hammer, Joshua. . New York: Simon & Schuster. 2016: 26–27. ISBN 978-1-4767-7743-6.
33. ↑  Holbrook, Jarita C.; Medupe, R. Thebe; Urama, Johnson O. . Springer. 2008  [2020-10-19]. ISBN 978-1-4020-6638-2. （原始内容存档于2021-08-17）.
34. ↑  . Science in Africa.   [2002-02-03]. （原始内容存档于2003-12-03）.
35. ↑  Holbrook, Jarita C.; Medupe, R. Thebe; Urama, Johnson O. . Springer. 2008  [2020-08-26]. ISBN 978-1-4020-6638-2. （原始内容存档于2016-08-26）.
36. ↑  . The Royal Society. 2006-01-30  [2010-02-03]. （原始内容存档于2008-06-09）.
37. ↑  Stenger, Richard . CNN. 2002-12-05. （原始内容存档于2011-05-12）.. CNN. 5 December 2002. Retrieved 2011-12-30.
38. ↑  J.L. Heilbron, The Sun in the Church: Cathedrals as Solar Observatories (1999), p. 3
39. ↑  Forbes 1909，第49–58頁
40. ↑  Forbes 1909，第58–64頁
41. ↑  Chambers, Robert (1864) Chambers Book of Days
42. ↑  Forbes 1909，第79–81頁
43. ↑  Forbes 1909，第74–76頁
44. ↑  Belkora, Leila. . CRC Press. 2003: 1–14  [2020-08-26]. ISBN 978-0-7503-0730-7. （原始内容存档于2020-10-27）.
45. ↑  McLean, Ian S. . . Springer Praxis Books. Berlin, Heidelberg: Springer. 2008: 39–75. ISBN 978-3-540-76582-0. doi:10.1007/978-3-540-76583-7_2.
46. ↑  Castelvecchi, Davide; Witze, Witze. . Nature News. 2016-02-11  [2016-02-11]. S2CID 182916902. doi:10.1038/nature.2016.19361. （原始内容存档于2016-02-12）.
47. ↑  B.P. Abbott. . Physical Review Letters. 2016, 116 (6): 061102. Bibcode:2016PhRvL.116f1102A. PMID 26918975. S2CID 124959784. arXiv:1602.03837 . doi:10.1103/PhysRevLett.116.061102. 已忽略未知参数|collaboration= (帮助)
48. ↑  . NASA.   [2016-11-17]. （原始内容存档于2006-09-05）.
49. 1 2 3 4 5 6 7 8 9 10 11 12 13  Cox, A.N. (编). . New York: Springer-Verlag. 2000: 124  [2020-08-26]. ISBN 978-0-387-98746-0. （原始内容存档于2020-11-19）.
50. ↑  . Picture of the Week. European Southern Observatory.   [2014-08-05]. （原始内容存档于2020-08-13）.
51. ↑  . NASA University of California, Berkeley. 2014-09-30  [2016-11-17]. （原始内容存档于2010-01-12）.
52. ↑  Majaess, D. . Astrophysics and Space Science. 2013, 344 (1): 175–186. Bibcode:2013Ap&SS.344..175M. S2CID 118455708. arXiv:1211.4032 . doi:10.1007/s10509-012-1308-y.
53. ↑  Staff. . ESA. 2003-09-11  [2008-08-11]. （原始内容存档于2012-07-30）.
54. ↑  . NASA California Institute of Technology.   [2008-08-11]. （原始内容存档于2008-10-05）.
55. 1 2  Moore, P. . Great Britain: George Philis Limited. 1997. ISBN 978-0-540-07465-5.
56. ↑  Penston, Margaret J. . Particle Physics and Astronomy Research Council. 2002-08-14  [2016-11-17]. （原始内容存档于2012-09-08）.
57. ↑  Gaisser, Thomas K. . Cambridge University Press. 1990: 1–2. ISBN 0-521-33931-6.
58. ↑  LIGO Scientific Collaboration and Virgo Collaboration. . Phys. Rev. Lett. 2016, 116 (6): 061102  [2017-12-26]. Bibcode:2016PhRvL.116f1102A. PMID 26918975. arXiv:1602.03837 . doi:10.1103/PhysRevLett.116.061102. （原始内容存档于2019-10-25）.
59. ↑  . The Astrophysical Journal Letters. 2017, 848 (2): L12  [2017-10-16]. （原始内容存档于2017-12-23）.
60. ↑  . LIGO Scientific Collaboration.   [2015-12-31]. （原始内容存档于2016-04-23）.
61. ↑  Xing, Zhizhong; Zhou, Shun. . Springer. 2011: 313  [2017-12-26]. ISBN 3642175600. （原始内容存档于2021-02-03）. Extract of page 313 （页面存档备份，存于）
62. ↑  Calvert, James B. . University of Denver. 2003-03-28  [2006-08-21]. （原始内容存档于2006-09-07）.
63. ↑  . University of Virginia Department of Astronomy.   [2016-11-17]. （原始内容存档于2006-08-26）.
64. ↑  Wolszczan, A.; Frail, D. A. . Nature. 1992, 355 (6356): 145–147. Bibcode:1992Natur.355..145W. doi:10.1038/355145a0.
65. ↑  Roth, H. . Physical Review. 1932, 39 (3): 525–529. Bibcode:1932PhRv...39..525R. doi:10.1103/PhysRev.39.525.
66. ↑  Eddington, A.S. . Cambridge University Press. 1926. ISBN 978-0-521-33708-3.
67. ↑  Zombeck, Martin V. . Cambridge University Press. 1990  [2017-12-26]. （原始内容存档于2021-02-03）.
68. ↑  Zirker, J. B. . Princeton University Press. 2002: 119–120. ISBN 978-0-691-05781-1.
69. ↑  Lerner, K. Lee; Lerner, Brenda Wilmoth. . Thomson Gale. 2006  [2016-11-17]. （原始内容存档于2012-07-10）.
70. ↑  Pogge, Richard W. . New Vistas in Astronomy. 1997  [2010-02-03]. （原始内容 (lecture notes)存档于2005-05-27）.
71. ↑  Hathaway, David H. . NASA. 2014-08-11  [2017-12-26]. （原始内容存档于2012-01-22）.
72. ↑  Hathaway, David H. . NASA. 2014-08-11  [2017-12-26]. （原始内容存档于2020-11-18）.
73. ↑  Hathaway, David H. . NASA. 2014-08-11  [2017-12-26]. （原始内容存档于2017-01-08）.
74. ↑  Hathaway, David H. . NASA. 2015-10-01  [2017-12-26]. （原始内容存档于2012-01-22）.
75. ↑  Hale, G. E.; Ellerman, F.; Nicholson, S. B.; Joy, A. H. . The Astrophysical Journal. 1919, 49: 153. Bibcode:1919ApJ....49..153H. doi:10.1086/142452.
76. ↑  Stern, D. P.; Peredo, M. . NASA. 2004-09-28  [2006-08-22]. （原始内容存档于2006-08-24）.
77. ↑  Bell III, J. F.; Campbell, B. A.; Robinson, M. S.  3rd. John Wiley & Sons. 2004  [2016-11-17]. （原始内容存档于2006-08-11）.
78. ↑  Grayzeck, E.; Williams, D. R. . NASA. 2006-05-11  [2006-08-21]. （原始内容存档于2006-08-20）.
79. ↑  Montmerle, Thierry; Augereau, Jean-Charles; Chaussidon, Marc;  et al. . Earth, Moon, and Planets (Springer). 2006, 98 (1–4): 39–95. Bibcode:2006EM&P...98...39M. doi:10.1007/s11038-006-9087-5.
80. ↑  Montmerle, 2006, pp. 87–90
81. ↑  Beatty, J.K.; Petersen, C.C.; Chaikin, A. (编). . Cambridge press. 1999: 70edition = 4th. ISBN 0-521-64587-5.
82. 1 2  Harpaz 1994，第7–18頁.
83. 1 2  Smith, Michael David. . . Imperial College Press. 2004: 53–86. ISBN 1-86094-501-5.
84. ↑  Harpaz 1994.
85. ↑  Harpaz 1994，第173–178頁.
86. ↑  Harpaz 1994，第111–118頁.
87. ↑  Audouze, Jean; Israel, Guy (编).  3rd. Cambridge University Press. 1994. ISBN 0-521-43438-6.
88. ↑  Harpaz 1994，第189–210頁.
89. ↑  Harpaz 1994，第245–256頁.
90. ↑  Ott, Thomas. . Max-Planck-Institut für extraterrestrische Physik. 2006-08-24  [2016-11-17]. （原始内容存档于2006-09-04）.
91. ↑  Smith, Michael David. . . Imperial College Press. 2004: 185–199. ISBN 1-86094-501-5.
92. ↑  Van den Bergh, Sidney. . Publications of the Astronomical Society of the Pacific. 1999, 111 (760): 657–660. Bibcode:1999PASP..111..657V. arXiv:astro-ph/9904251 . doi:10.1086/316369.
93. ↑  Keel, Bill. . University of Alabama. 2006-08-01  [2006-09-08]. （原始内容存档于2006-09-01）.
94. ↑  . NASA.   [2016-11-17]. （原始内容存档于2006-08-31）.
95. ↑  Zeilik, Michael.  8th. Wiley. 2002. ISBN 0-521-80090-0.
96. ↑  . The European Space Agency (ESA). 2013-04-02  [2013-04-15]. （原始内容存档于2019-02-11）.
97. 1 2 3  Dodelson, Scott. . Academic Press. 2003: 1–22. ISBN 978-0-12-219141-1.
98. ↑  Hinshaw, Gary. . NASA WMAP. 2006-07-13  [2006-08-10]. （原始内容存档于2006-08-13）.
99. ↑  Dodelson, 2003, pp. 216–261
100. ↑  . University of Cambridge.   [2006-09-08]. （原始内容存档于2006-10-10）.
101. ↑  Preuss, Paul. . U.S. Department of Energy, Berkeley Lab.   [2006-09-08]. （原始内容存档于2006-08-11）.
102. ↑  Sinclair 2006:13
103. ↑  . NASA Astrobiology Institute. NASA. 2008-01-21  [2008-10-20]. （原始内容存档于2008-10-11）.
104. ↑  .   [2021-09-02]. （原始内容存档于2018-10-22）.
105. ↑  . www.cfa.harvard.edu/. 2013-07-15  [2016-11-20]. （原始内容存档于2016-11-20）.
106. ↑  McSween, Harry; Huss, Gary.  1st. Cambridge University Press. 2010. ISBN 0-521-87862-4.
107. ↑  Mims III, Forrest M. . Science. 1999, 284 (5411): 55–56. Bibcode:1999Sci...284...55M. doi:10.1126/science.284.5411.55. Astronomy has traditionally been among the most fertile fields for serious amateurs [...]
108. ↑  .   [2006-08-24]. （原始内容存档于2006-08-22）.
109. ↑  Lodriguss, Jerry. .   [2006-08-24]. （原始内容存档于2006-09-01）.
110. ↑  Ghigo, F. . National Radio Astronomy Observatory. 2006-02-07  [2006-08-24]. （原始内容存档于2006-08-31）.
111. ↑  .   [2006-08-24]. （原始内容存档于2012-05-24）.
112. ↑  .   [2006-08-24]. （原始内容存档于2006-08-21）.
113. ↑  . IAU Central Bureau for Astronomical Telegrams.   [2010-10-24]. （原始内容存档于2010-10-24）.
114. ↑  . AAVSO.   [2010-02-03]. （原始内容存档于2010-02-02）.
115. ↑  Kroupa, Pavel. . Science. 2002, 295 (5552): 82–91. Bibcode:2002Sci...295...82K. PMID 11778039. arXiv:astro-ph/0201098 . doi:10.1126/science.1067524.
116. ↑  . Astrobiology Magazine.   [2006-08-12]. （原始内容存档于2011-06-28）.
117. ↑  Sagan, Carl. . Cosmic Search Magazine.   [2006-08-12]. （原始内容存档于2006-08-18）.
118. ↑  . Pacific Northwest National Laboratory.   [2006-08-12]. （原始内容存档于2006-02-03）.
119. ↑  Hinshaw, Gary. . NASA WMAP. 2005-12-15  [2007-05-28]. （原始内容存档于2007-05-29）.
120. ↑  . NASA.   [2015-07-28]. （原始内容存档于2015-12-16）.
121. ↑  . Swinburne University.   [2015-07-28]. （原始内容存档于2020-08-14）.
122. ↑  Hillas, A. M. . Annual Review of Astronomy and Astrophysics. 1984-09, 22: 425–444. Bibcode:1984ARA&A..22..425H. doi:10.1146/annurev.aa.22.090184.002233. This poses a challenge to these models, because [...]
123. ↑  Howk, J. Christopher; Lehner, Nicolas; Fields, Brian D.; Mathews, Grant J. . Nature. 2012-09-06, 489 (7414): 121–123. Bibcode:2012Natur.489..121H. ISSN 0028-0836. PMID 22955622. arXiv:1207.3081 . doi:10.1038/nature11407 （英语）.

## 外部連結
- （英文）美国国家航空航天局 （页面存档备份，存于）
- （英文）《天空和望远镜》杂志 （页面存档备份，存于）
- （英文）天文及天体物理学百科全书 （页面存档备份，存于）
- （英文）2009國際天文年官方網站 （页面存档备份，存于）
- （简体中文）中国國家天文台 （页面存档备份，存于）
- （简体中文）北京天文馆 （页面存档备份，存于）
- （繁體中文）香港太空館 （页面存档备份，存于）
- （繁體中文）美國太空總署每日一天文圖正體中文站
- （繁體中文）台北市立天文科學教育館 （页面存档备份，存于）
- （繁體中文）網路天文館 （页面存档备份，存于）（台北市立天文科學教育館）